# Xylothèque
Vous lisez un « bon article » labellisé en 2021.

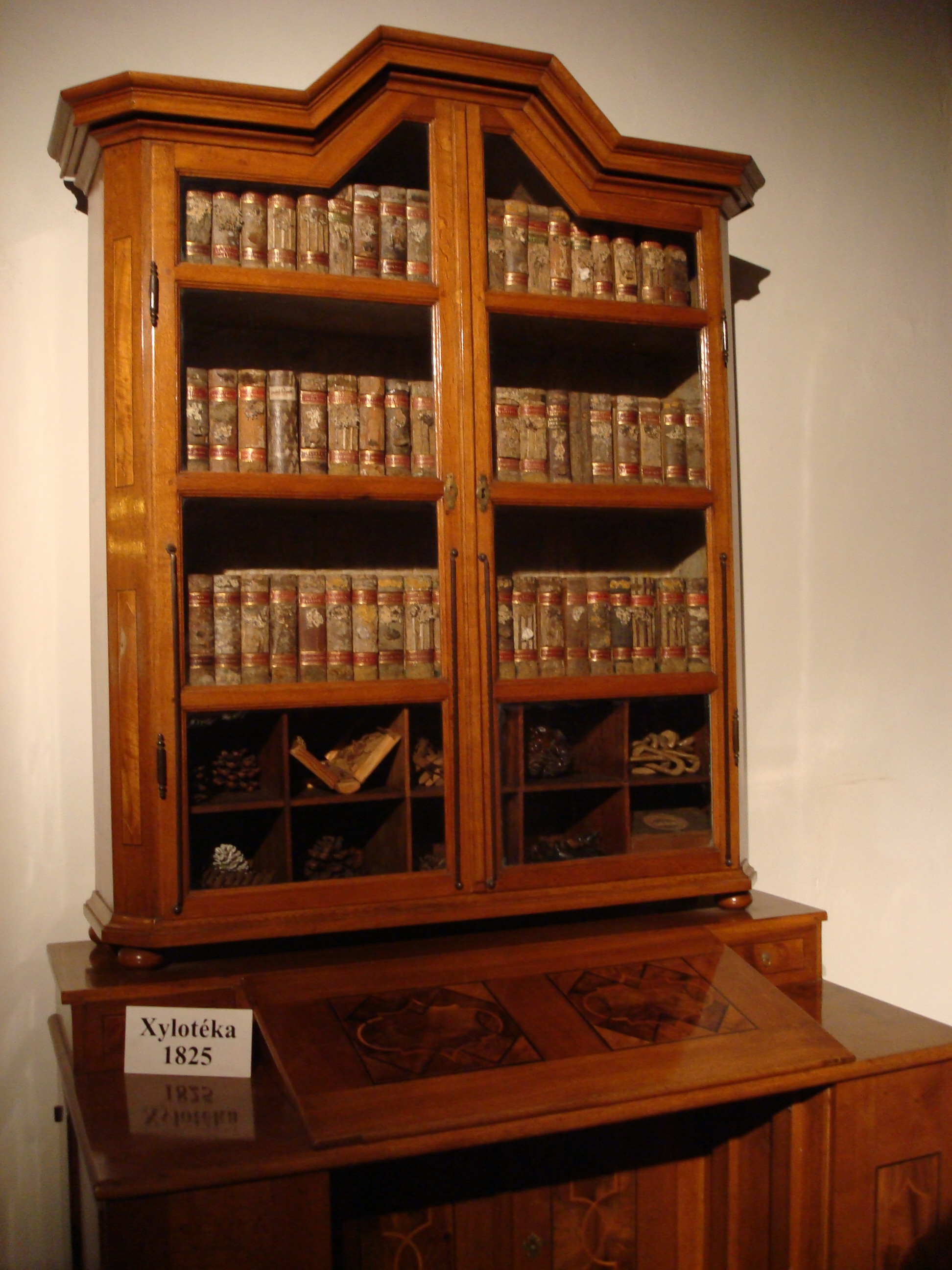
Xylothèque du monastère de Strahov à Prague (République tchèque).

Une xylothèque  (du grec ancien ξύλον / xúlon, « bois », et θήκη / thḗkē, « armoire, caisse ») est le lieu où est conservée et consultée une collection organisée d'échantillons de bois. Par métonymie, la xylothèque désigne aussi la collection elle-même. Le bois, matériau naturel omniprésent même dans des sociétés fortement industrialisées, peut être étudié sous divers aspects : la xylothèque est ainsi utile non seulement comme référence pour identifier les espèces dans des études de systématique ou d'anatomie, mais aussi en ethnographie, en archéologie, en criminalistique, pour la restauration d'œuvres d'art, pour déterminer la valeur économique des essences ou pour retracer les variations du climat.
Les plus anciennes collections de bois connues sont rassemblées dans des cabinets de curiosités à la fin du XVIIe siècle. De véritables bibliothèques de bois apparaissent au siècle suivant en Prusse et présentent les échantillons comme des livres ou des petits coffrets en bois de cœur et d'aubier, contenant rameaux, feuilles, fleurs et fruits. Les échantillons peuvent prendre des formes très variées. Ainsi, dans le Japon du XIXe siècle, des collections montrent plutôt une représentation de l'arbre peinte sur une planchette de son bois. Des sculptures en bas-relief et en haut-relief illustrent les essences de panneaux de bois provenant de l'ancien musée colonial de Haarlem. Aux jardins botaniques royaux de Kew, les échantillons de bois récoltés par l'artiste anglaise Marianne North sur tous les continents entre 1871 et 1885 constituent le lambris de la galerie où sont exposées ses peintures. Dans les années 1920, le journaliste américain Rudolph Edgar Block constitue une collection de 1 400 cannes de bois appartenant à 950 essences différentes.
Les premières xylothèques institutionnelles, créées notamment par des musées, des jardins botaniques et des laboratoires de recherche fondamentale ou appliquée, se développent à partir du XIXe siècle. Leurs collections sont désormais composées de disques ou de tranches de bois, ainsi que de blocs ou de planchettes, accompagnés de coupes fines, de préparations microscopiques, de photos et d'un échantillon d'herbier. Elles sont présentes dans le monde entier et les plus importantes se trouvent en Indonésie, aux Pays-Bas, aux États-Unis, au Brésil et en Belgique.
Dans des conditions trop humides, les échantillons sont susceptibles d'être attaqués par des vrillettes ; bien secs et à l'abri de la lumière, ils peuvent se conserver presque indéfiniment.

## Rôle et fonctions

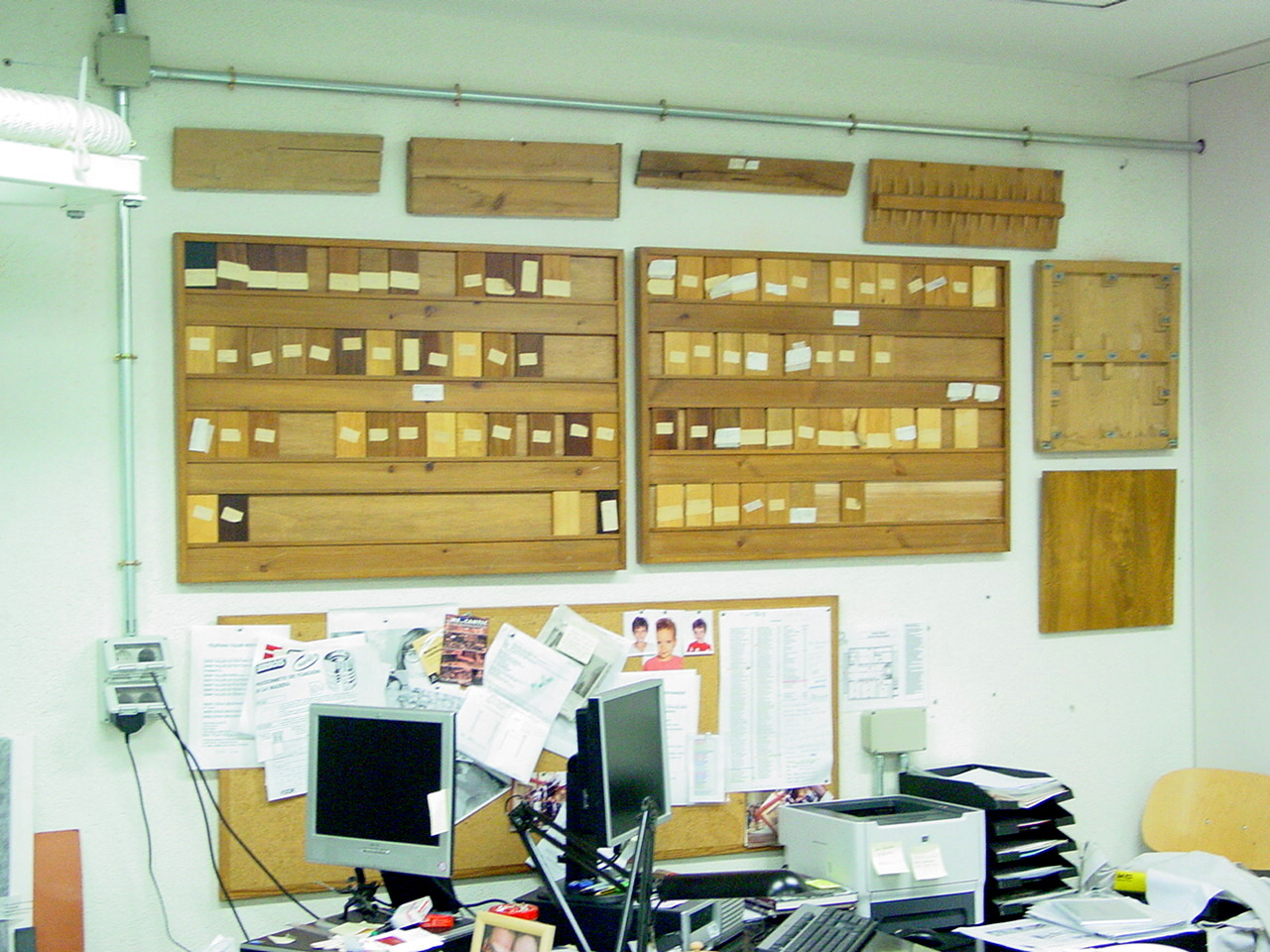
Collection d'échantillons de bois dans un atelier de restauration au musée national d'Art de Catalogne.

Matière première d'origine végétale, le bois est l'objet d'étude de plusieurs disciplines, parmi lesquelles la systématique, l'anatomie ou l'écologie, mais aussi la paléoécologie, la paléobotanique, l'archéobotanique, l'ethnobotanique, la botanique économique ou la science des matériaux. Les collections de bois sont complémentaires des herbiers pour l'étude des espèces végétales et servent comme eux de bases à l'enseignement. Elles sont encore employées pour étudier les propriétés physiques et mécaniques du bois, comme sa dureté et sa résistance.
Les institutions détentrices d'une xylothèque l'utilisent tant pour leur mission propre qu'au profit d'une large communauté externe. Les collections servent de référence pour identifier des échantillons de bois inconnus lors de fouilles archéologiques ou paléontologiques, d'analyse, de restauration ou d'estimation de la valeur d'œuvres d'art, ou pour le commerce du bois, notamment dans le cadre de la lutte contre le trafic d'espèces protégées,. Des échantillons de la xylothèque de l'université de Kyoto ont été utilisés pour confirmer l'identification des essences des planchettes du Tripitaka Koreana. Les collections de bois sont aussi employées pour des expertises médico-légales ou criminalistiques, comme dans l'affaire du bébé Lindbergh, ou lors de conflits de voisinage.
Certaines collections sont hautement spécialisées : le Laboratory of Tree-Ring Research de l'université de l'Arizona à Tucson s'intéresse ainsi spécifiquement à la dendrochronologie et à la dendroclimatologie, ainsi qu'à l'étude de l'impact du changement climatique sur les arbres. D'autres laboratoires de recherche associés à une xylothèque mènent des travaux multiples couvrant plusieurs disciplines distinctes : par exemple, les chercheurs du musée royal de l'Afrique centrale à Tervuren, dont les travaux sont surtout axés sur l'étude écologique et l'anatomie des bois de l'Afrique au sud du Sahara, étudient également la dendrochronologie et sont fréquemment appelés à identifier l'essence d'objets en bois,, à évaluer les possibilités d'espèces présentes sur le marché ou de nouvelles espèces ou encore à identifier des charbons de bois ou des bois fossiles pétrifiés dans le cadre d'études préhistoriques ou anthropologiques.
Avec la déforestation croissante, le rôle des xylothèques est devenu crucial car de nombreuses espèces ligneuses pourraient disparaître avant même que des échantillons n'aient pu en être prélevés et qu'elles n'aient été décrites. De plus, la surexploitation et le déboisement des forêts tropicales compromet leur régénération et la valorisation d'un plus grand nombre d'espèces est susceptible de contribuer à leur gestion durable. En parallèle, le bois connaît au début du XXIe siècle un regain d'intérêt important comme matériau de construction. Cette perspective amène les chercheurs de l'INRA, en France, à mettre en place une xylothèque comprenant des échantillons de bois « idéaux » : présentant trois plans de coupe (transversal, tangentiel et longitudinal), ils permettront d'évaluer le potentiel des différentes essences et de mieux prédire leurs propriétés mécaniques.

## Collections historiques
Alors que la confection d'herbiers semble remonter au début de la Renaissance, les premières mentions de collections de bois n'apparaissent qu'à la fin du XVIIe siècle dans les cabinets de curiosités. À l'origine simple collection d'objets, la xylothèque devient, sous l'influence des Lumières et de la taxonomie de Linné, une collection systématique.
La période du XVIe au XVIIIe siècle voit aussi une très forte augmentation de l'exploitation forestière en Europe en raison des besoins croissants en bois, notamment pour l'industrie métallurgique et pour la construction navale. Les forêts, dont la superficie s'est drastiquement réduite, ne suffisent plus à assurer l'approvisionnement et, en France comme en Allemagne, une administration spécifique se met en place pour assurer leur survie et développer des connaissances de technique forestière. Corollairement, l'enseignement forestier se développe. C'est dans ce contexte que, à la fin du XVIIIe siècle, les premières « bibliothèques de bois » (traduction littérale de l'allemand Holzbibliothek) destinées à présenter le bois et les caractéristiques botaniques de l'arbre dans son ensemble voient le jour en Prusse, avec pour but de mieux faire connaître la forêt et d'encourager et faciliter sa restauration. D'autre part, les essences exotiques suscitent un intérêt croissant sur le Vieux continent : le Portugal, par exemple, s'intéresse particulièrement aux possibilités d'utilisation des bois tropicaux en provenance de son empire colonial.

### Cabinets de curiosités
À côté du « Centone » de Rumphius dont la trace est perdue depuis le milieu du XIXe siècle, les collections de bois les plus anciennes encore connues au XXIe siècle sont celles de Heinrich Linck à Leipzig (1670), d'Albertus Seba à Amsterdam (1710), et celle réunie par Christian Clodius à Zwickau (1729) pour le cabinet de curiosités d'Auguste II de Pologne à Dresde. Dans la Deutsche Encyclopädie en 1790, elles sont mentionnées sous le nom de Holz-Cabinet. Selon Jan Christiaan Sepp, ces bois « sont rassemblés par les amateurs de l'histoire naturelle, dans leurs cabinets de curiosités naturelles, pour l'agrément et l'utilité ».

#### Le «Centone» de Rumphius

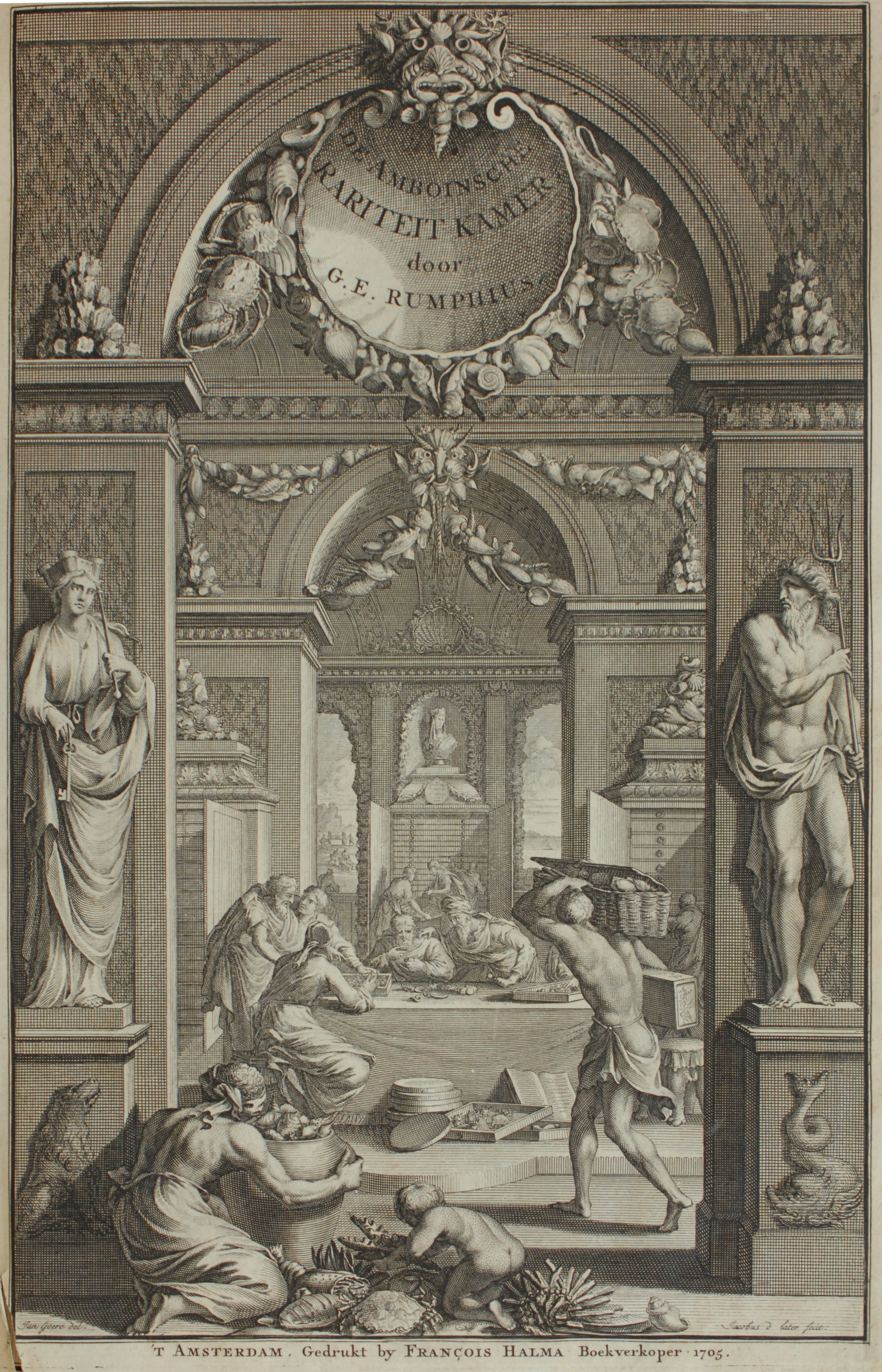
Le cabinet de curiosités de Rumphius.

La collection de spécimens d'histoire naturelle rassemblée par Georg Everhard Rumphius lors de son séjour à Ambon, et acquise par Cosme III de Médicis en 1682, comportait un étrange meuble fabriqué par un artisan local à partir de 55 essences de bois en provenance de différentes îles d'Indonésie. Rumphius avait étudié et catalogué ces espèces qu'il mentionne dans son Herbarium Amboinense. Le « Centone » se présentait comme une armoire de 137 cm de haut, 92 cm de large et 34 cm de profondeur, à deux portes cachant deux colonnes de dix tiroirs, posée sur un support à quatre pieds. Les espèces d'arbres employées pour le fabriquer appartenaient à une trentaine de familles distinctes, dont les mieux représentées étaient les Leguminosae, les Lauraceae et les Rubiaceae, et parmi les plantes de mangrove, les Rhizophoraceae et les Sonneratiaceae. Le meuble est resté dans les collections du Palais Pitti à Florence jusqu'à la mort – sans descendance – de Jean-Gaston de Médicis en 1737, puis passant de mains en mains, il a été racheté par Giovanni Targioni Tozzetti, transmis à Ottaviano Targioni Tozzetti puis à Antonio Targioni Tozzetti. Il est mentionné pour la dernière fois dans un courrier d'Antonio daté de 1854, dans lequel celui-ci propose de le revendre au Musée d'histoire naturelle de Florence. Sa trace est perdue depuis lors.

#### Xylothèque de Linck
Le cabinet d'histoire naturelle de Linck est créé en 1670 par Heinrich Linck, pharmacien à Leipzig, et développé par son fils Johann Heinrich Linck l'Ancien, puis par le fils de celui-ci, Johann Heinrich Linck le Jeune. Au décès de ce dernier en 1807, en l'absence d'héritiers (tous ses enfants étant morts avant lui), sa veuve cherche à vendre la collection dans sa totalité aux enchères. Finalement le cabinet est acquis en 1840 par Othon-Victor Ier de Schönbourg-Waldenbourg et transféré en 1844 dans le musée et cabinet d'histoire naturelle de Waldenbourg (de), en Saxe, spécialement construit à cette fin.
La xylothèque de Linck, dont le catalogue est publié par Johann Heinrich Linck le Jeune, se compose de 810 échantillons de bois (de 11,5 cm × 6 cm × 0,6–0,9 cm), la plupart polis, disposés par séries de 30 dans un meuble rococo à 27 tiroirs, très vraisemblablement de facture plus récente que le meuble d'origine. Chaque échantillon est pourvu d'une étiquette manuscrite avec la dénomination de l'essence en latin et le classement est alphabétique. Il s'agit, pour la majeure partie, d'espèces indigènes et, pour une petite partie, d'espèces exotiques, comme le palissandre, le mahonia et l'ébène. Dans le cas des buissons et des racines, plusieurs morceaux sont collés ensemble pour former une planchette du bon format. Les échantillons couverts de cristaux de DDT, à la suite des traitements insecticides appliqués sous le régime de l'Allemagne de l'Est, ont dû être décontaminés,.

#### Cabinet de curiosités d'Albertus Seba
Des échantillons de bois sont mentionnés dans l'inventaire du cabinet de curiosités d'Albertus Seba vendu en 1717 au tsar Pierre Ier le Grand.

#### Grünes Gewölbe
En 1729, Christian Clodius livre à Auguste II de Pologne, pour son cabinet de curiosités de la Grünes Gewölbe à Dresde, une collection de 351 échantillons de bois, contre une somme de 500 Reichsthaler. Il en publie le catalogue sous le pseudonyme Lignophilus (en français « l'ami du bois »).

#### Maarten Houttuyn
Dans la seconde moitié du XVIIIe siècle, Maarten Houttuyn assemble à Amsterdam un cabinet de curiosités comportant, entre autres, une collection de plus de 80 échantillons de bois. Cette collection sert notamment à compléter l'illustration du Houtkunde, behelzende de afbeeldingen van meest alle bekende, in- en uitlandsche houten qu'il publie avec Jan Christiaan Sepp en 1791.

### Bibliothèques de bois

#### Carl Schildbach, Ottoneum (1788)

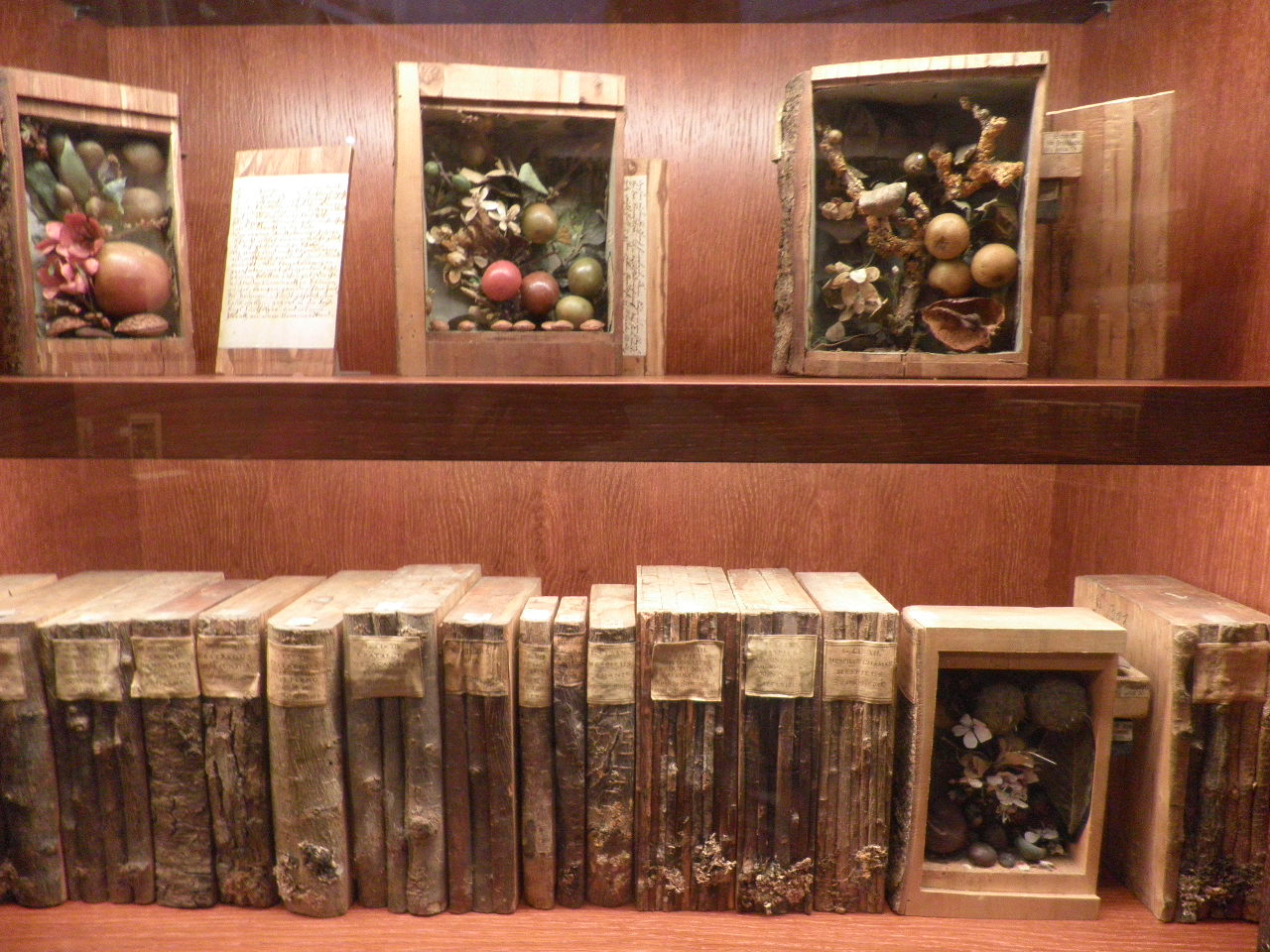
Bibliothèque de bois de Carl Schildbach, Ottoneum, Cassel.

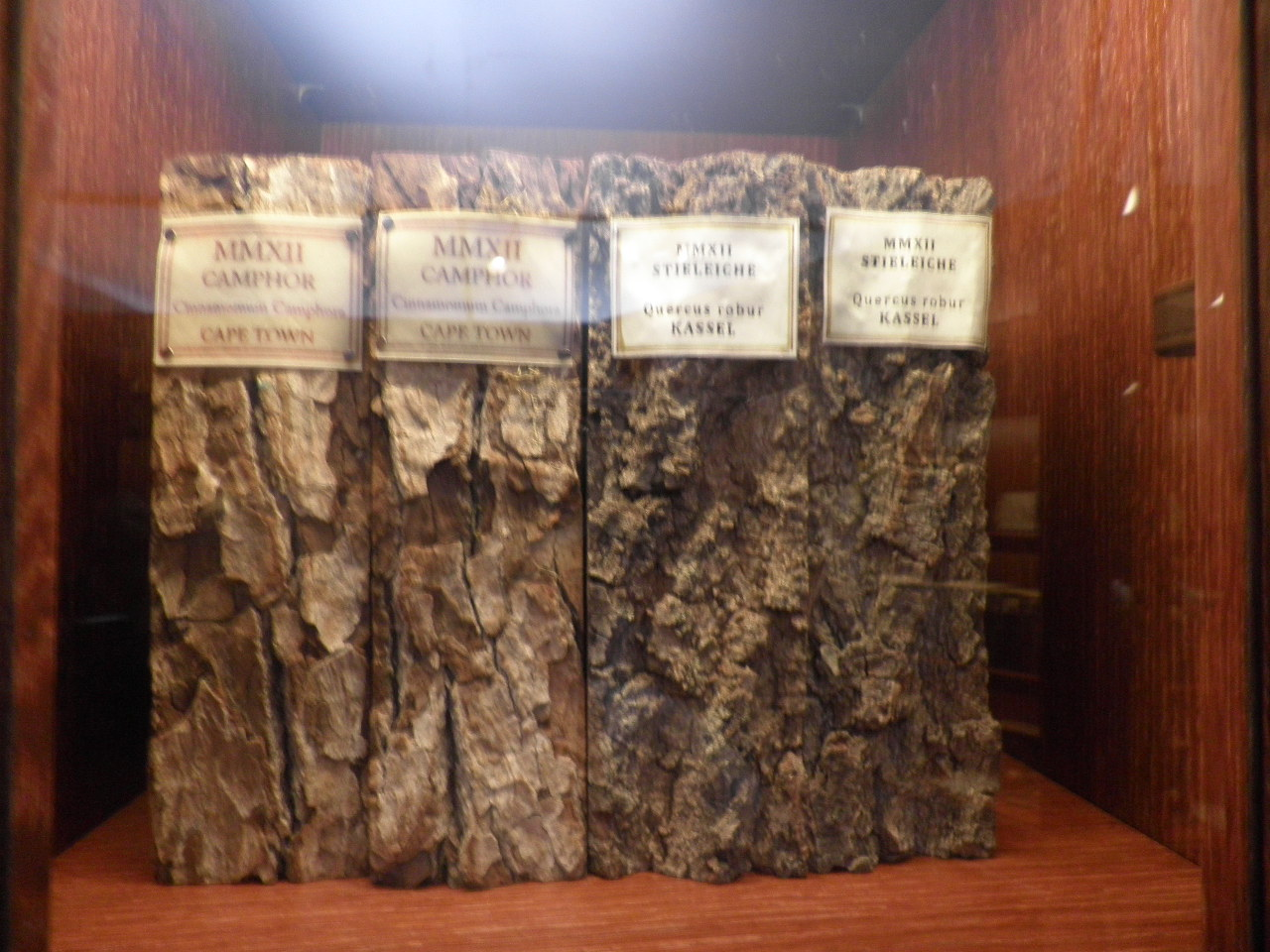
Répliques de volumes de bois présentées par Mark Dion à dOCUMENTA(13).

Le musée d'histoire naturelle Ottoneum à Cassel abrite la bibliothèque de bois de 530 volumes (soit 441 espèces d'arbres et arbustes) confectionnée entre 1771 et 1799 par Carl Schildbach,, sous la dénomination Sammlung von Holzarten, so Hessenland von Natur hervorbringt (en français « Collection d'essences de bois produits par la nature du land de la Hesse »).
Chaque volume est une caissette, taillée dans le bois de l'essence présentée, et conçue comme une petite vitrine fermée par un couvercle coulissant. Celle-ci montre un arrangement en trois dimensions de matériel séché et de modèles en cire de rameaux, de feuilles, de fleurs et de fruits. L'assemblage retrace le cycle de vie de l'espèce et présente ses parasites éventuels. Les plats des boîtes sont faits de bois de cœur et d'aubier, avec des sections de branches de différents diamètres et une section dans le tronc ; l'écorce, parfois couverte de lichens, est présentée sur le dos avec le nom de l'espèce ; les légendes et du matériel annexe sont fixés sur la tranche,,. La collection est exposée dans un cabinet hexagonal reconstruit en 2012 pour l'exposition dOCUMENTA(13) comme une « œuvre d'art - présentation scientifique » par l'artiste et médiateur scientifique américain Mark Dion, qui y a ajouté symboliquement quelques répliques modernes de volumes de bois en provenance des cinq continents,.

#### Candid Huber, Ebersberg (1793)

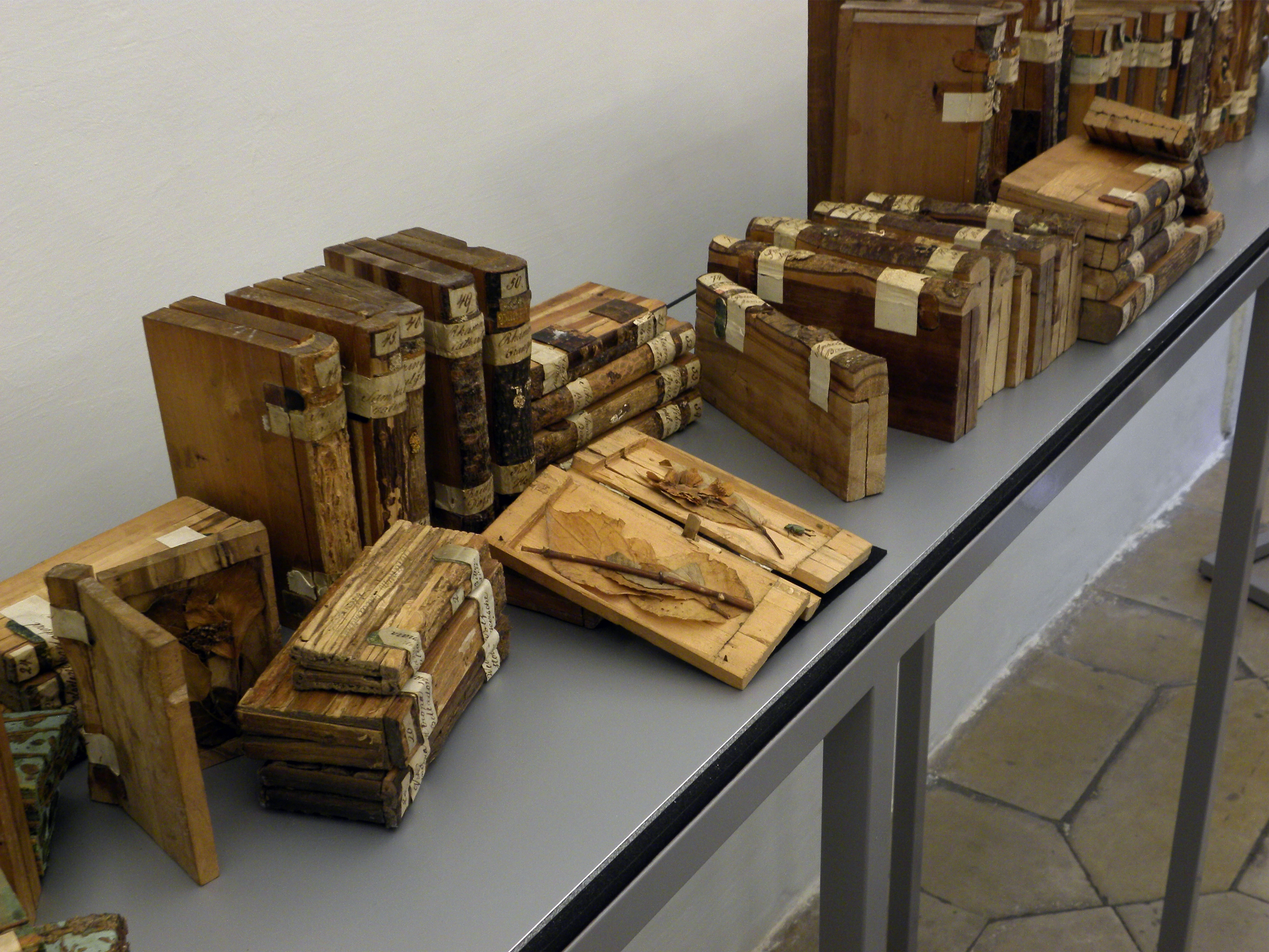
Bibliothèque de bois de Candid Huber à Lilienfeld.

En 1791, Candid Huber, moine bénédictin de l'abbaye de Niederaltaich devenu vicaire d'Ebersberg, annonce la confection d'une bibliothèque de bois de 150 volumes. Huber veut produire un ouvrage éducatif à la gloire du Créateur : Das Buch der Natur (en français « Le Livre de la nature ») peut ainsi être considéré comme une illustration pour Le Livre des livres, la Bible,. De facture beaucoup plus simple que les véritables œuvres d'art réalisées par Carl Schildbach, ces volumes sont constitués de deux planches évidées de manière à ménager un espace central pour y insérer des échantillons de rameaux, feuilles, fleurs et fruits, accompagnés d'insectes utiles et nuisibles ; les deux planches sont reliées au dos, en bois non écorcé, par les étiquettes en cuir qui jouent le rôle de charnières. La collection, qui s'adresse aux propriétaires forestiers, aux amateurs de botanique forestière et aux surintendants des cabinets d'histoire naturelle, est proposée en souscription ; la noblesse, le clergé ainsi que des hauts fonctionnaires se montrent intéressés. Une douzaine de ces collections, confectionnées vers 1793, sont encore répertoriées après plus de deux siècles, dont la plus complète, qui compte 135 volumes, se trouve au musée d'histoire naturelle de Thurgovie à Frauenfeld, en Suisse ; 132 volumes sont conservés dans la bibliothèque de l'abbaye cistercienne de Lilienfeld en Autriche. Le musée de la forêt et de l'environnement (de) d'Ebersberg, en Allemagne, en possède également plusieurs volumes.

#### Carl von Hinterlang (1798-1826)

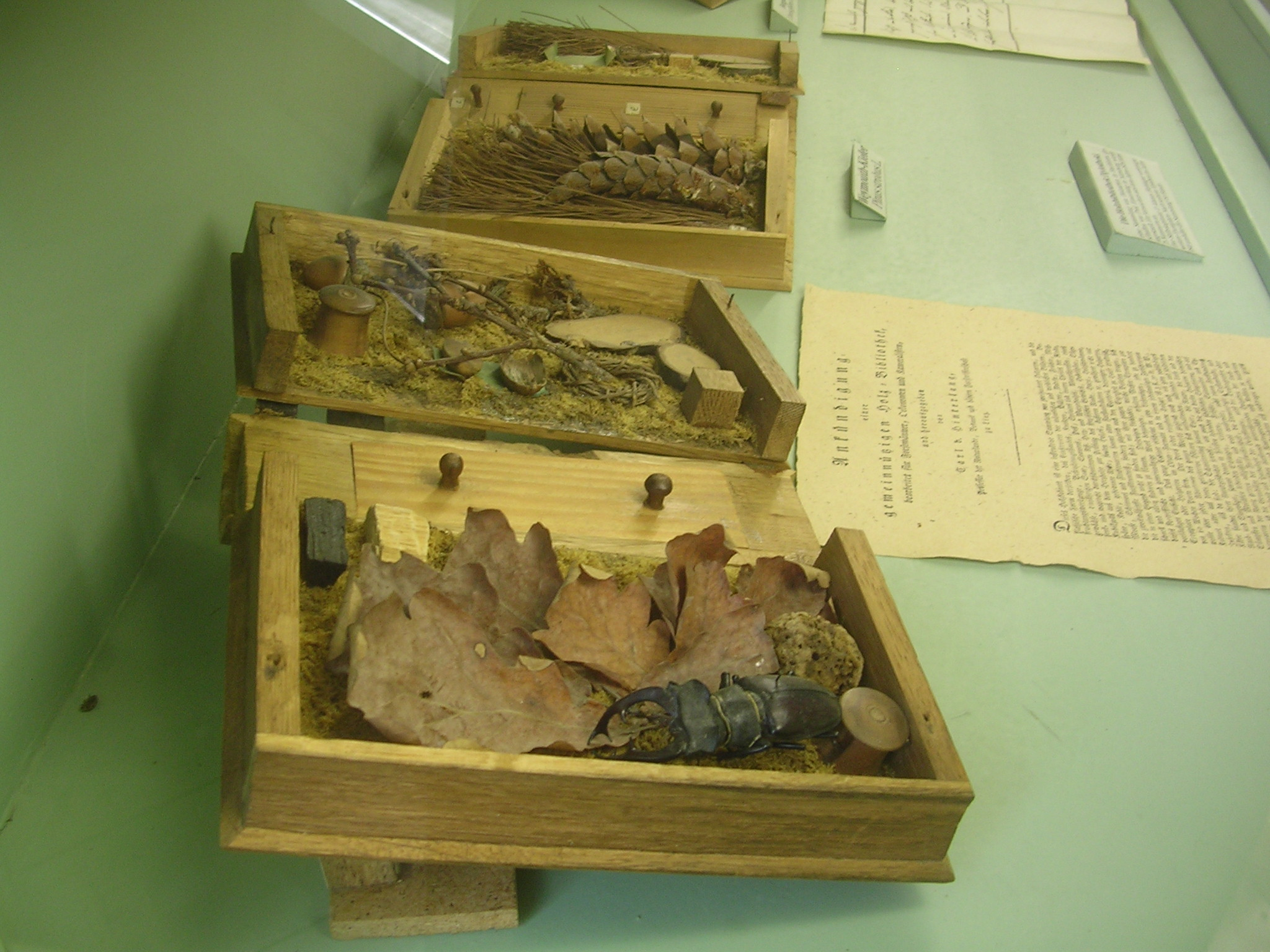
Deux volumes de la Holz-Bibliothek de Carl von Hinterlang à Kremsmünster.

Entre 1798 et 1826, Carl Aloys von Hinterlang publie différentes séries d'une bibliothèque de bois, qui comportent respectivement 80 espèces, 180 espèces et 200 espèces. Chacun des volumes est en réalité une boîte de bois d'une espèce différente ; le dos, qui porte le nom de l'arbre en latin et en allemand, est orné de son écorce et de lichens ; dans la boîte, qui s'ouvre comme un livre, se trouvent des échantillons de rameaux, feuilles, fleurs, fruits et même des parasites de l'espèce.
Au début du XXIe siècle, une dizaine de ces collections sont encore conservées. Un inventaire exhaustif, listant tous les exemplaires de chaque espèce, en a été compilé. Les collections les plus complètes se trouvent en Autriche, au musée universel de Joanneum à Graz (285 volumes) et au musée de l'observatoire de Kremsmünster (184 volumes). Plusieurs collections sont aussi répertoriées en Allemagne, et, en République tchèque, une série de 68 volumes est exposée au monastère de Strahov à Prague.

#### Friedrich Alexander von Schlümbach et Johann Goller (1805-1810)
Officier retraité à Nuremberg, von Schlümbach confectionne, entre 1805 et 1810, avec l'aide de Johann Goller, plusieurs bibliothèques de bois. Neuf séries sont encore conservées au début du XXIe siècle en Suède, en Hongrie et en Allemagne, ainsi qu'aux Pays-Bas, où elles avaient été offertes aux universités de Harderwijk, Leyde et Franeker par Louis Bonaparte, roi de Hollande, vers 1809, pour leur apporter son soutien. La collection d'Alnarp en Suède, qui compte 217 volumes, représentant 200 espèces, est de loin la plus complète.

#### I Libretti di Monza
Les Libretti di Monza sont un herbier de 500 volumes, sous forme de boîtes en bois (19,5 cm × 13,5 cm × 3,5 cm). Cette collection, parfois appelée Herbarium Rainerianum et datée de la première moitié du XIXe siècle, est attribuée à l'archiduc Rainier de Habsbourg, vice-roi de Lombardie-Vénétie et féru de botanique, qui voulait réaliser un herbier de la flore du parc et des jardins (it) de la villa royale de Monza,. Sur le dos de chaque boîte sont mentionnés le nom scientifique et le nom de l'espèce en français, ainsi qu'un numéro d'ordre ; dans la boîte se trouvent feuilles, fruits, graines, rameaux, pollen, charbon de bois…, avec un papier plié où figurent la liste du matériel et des informations complémentaires. Lorsque c'est possible, la boîte est confectionnée avec du bois de l'essence qu'elle contient, sinon elle est faite d'un autre bois et des rameaux (ou des tiges dans le cas des espèces herbacées) sont appliqués sur le couvercle. Presque toutes les espèces ligneuses sont indigènes, les seules espèces exotiques répertoriées étant Pinus strobus L. et Platycladus orientalis Franco (syn. Thuja orientalis L.).
En 1930, la collection, à l'abandon et en très mauvais état, est récupérée et remise en valeur par Raffaele Cormio. Celui-ci l'ajoute à sa propre collection de bois, rachetée en 1934 par le naturaliste et philanthrope Marco De Marchi, qui l'offre à la municipalité de Milan pour créer la Civica Siloteca Raffaele Cormio, avec une clause selon laquelle son créateur doit en devenir le premier directeur,.

#### Jardin agricole de Padoue
Le Centre d'étude de l'environnement alpin (Centro Studi per l'Ambiente Alpino) de l'université de Padoue, à San Vito di Cadore, conserve une petite collection de 56 volumes très semblables aux libretti di Monza, mais un peu plus petits (19 cm × 12,5 cm × 3,5 cm). Cette série, qui provient du jardin agricole de Padoue, d'où elle a été transférée au Jardin botanique de Padoue, comportait à l'origine plus de 100 volumes. Deux hypothèses coexistent quant à son créateur : elle pourrait être l'œuvre de Pietro Arduino, directeur du jardin agricole depuis 1765, ou d'un artisan anoynyme ayant travaillé quelques années après la mort d'Arduino, pour son successeur Luigi Configliachi (it), sous le gouvernement des Habsbourg,.

#### Collection de Sumatra
Une bibliothèque de bois a aussi été confectionnée à Sumatra aux alentours de 1840. Les trois seuls volumes encore connus, qui portent respectivement les numéros 17, 20 et 22, pourraient provenir d'une collection plus importante de bois tropicaux récoltés lors d'une expédition menée par Pieter Willem Korthals et Salomon Müller entre 1833 et 1836.

### Collections spéciales

#### Collection de bois régionaux de Jean-Frédéric Oberlin

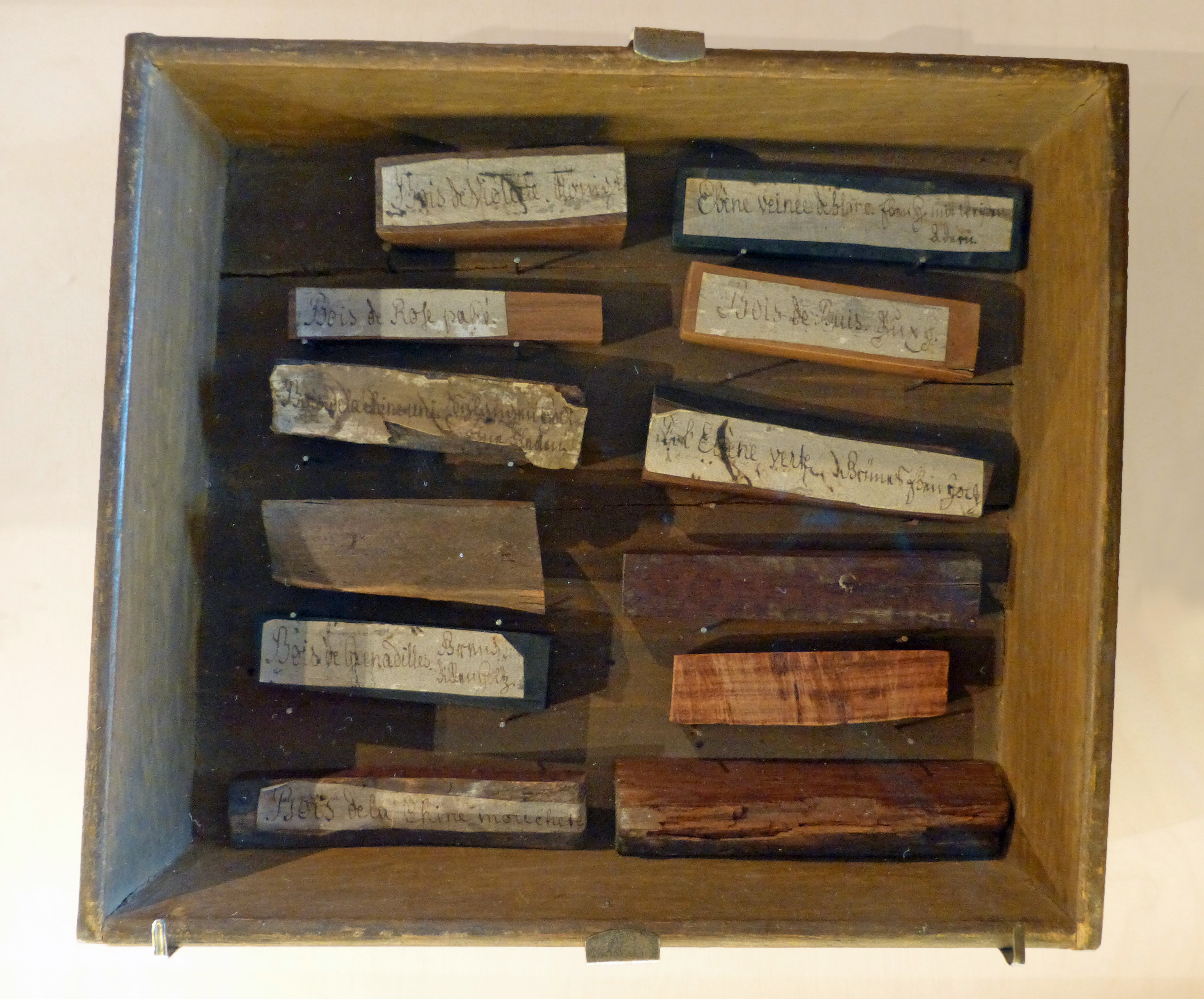
Échantillons de la collection de bois régionaux de Jean-Frédéric Oberlin.

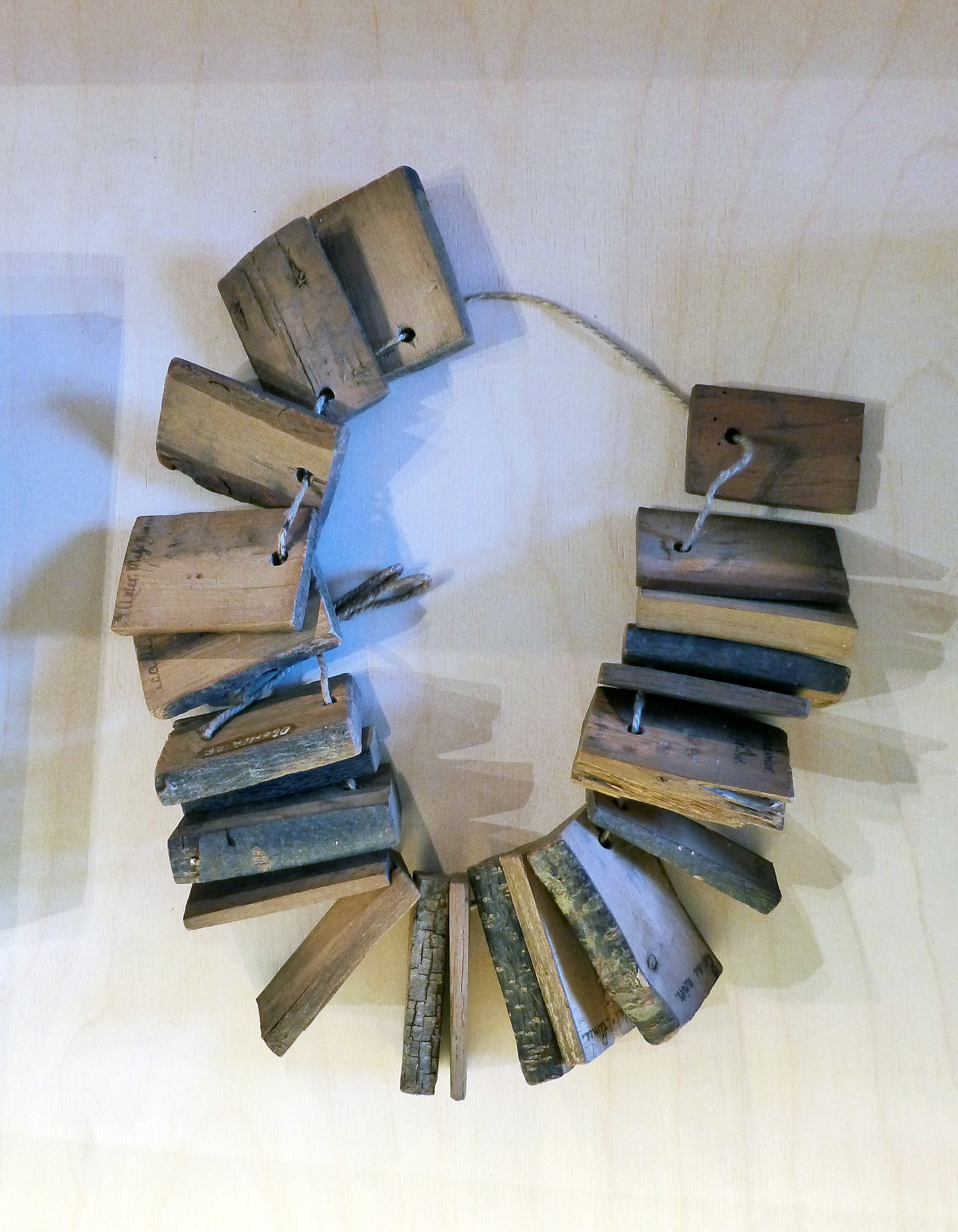
Collier d'échantillons de bois de Jean-Frédéric Oberlin.

Dans le dernier tiers du XVIIIe siècle, le pasteur et pédagogue Jean-Frédéric Oberlin constitue une petite collection didactique de bois à l'intention des très jeunes enfants réunis par Sara Banzet autour des poêles à tricoter (lieux d'enseignement préfigurant les écoles maternelles). Cette collection, conservée au musée Oberlin à Waldersbach, est composée de petits blocs de bois des principales espèces indigènes de la région alsacienne, munis d'une étiquette manuscrite portant les noms français et allemands et disposés dans des casiers, et d'une vingtaine d'échantillons sous forme de planchettes réunies en collier sur une corde. À côté des échantillons de bois, une série de 25 fiches indiquent les caractéristiques de chaque arbre avec une empreinte de sa feuille.

#### Bois de Guyane du muséum d'Angers
En 1802, Toussaint Bastard, futur directeur du jardin des plantes d'Angers, commande à Auguste Alexandre François Benoist-Cavay, chef d’administration et ordonnateur à Cayenne, 84 échantillons de bois. Les archives du muséum conservent la liste des 68 échantillons effectivement livrés, avec leur nom en créole et l'indication de leur usage (charpente, menuiserie…). Cette petite collection, en parfait état de conservation, témoigne de l'intérêt, dès le début du XIXe siècle, pour les bois tropicaux, dont certaines essences sont toujours très prisées deux siècles plus tard.

#### Xylothèque de Jean VI de Portugal
Au XVIIIe siècle, le manque crucial de bois pour l'industrie, notamment les constructions navales, amène les autorités portugaises à mettre en place un programme d'observation de l'utilisation des essences brésiliennes par les populations indigènes et à mener en parallèle des études sur la durabilité et la résistance des bois exotiques à l'Arsenal royal de Lisbonne (pt), où des échantillons sont régulièrement envoyés depuis la colonie. En 1805, le prince régent Jean de Portugal commande au maître ébéniste José Aniceto Rapozo (1756-1824) quatre xylothèques :
- pour sa collection personnelle conservée dans sa chambre à coucher,
- pour l'université de Coimbra – à laquelle le surplus d'échantillons non utilisés est envoyé pour des études ultérieures,
- pour le palais royal d'Ajuda,
- la dernière étant destinée à être offerte.

L'artisan fabrique quatre meubles signés, au décor d'influence anglaise, à deux portes cachant 35 tiroirs d'échantillons. Chaque meuble contient plus d'un millier d'échantillons qui proviennent principalement des collections de bois brésiliens envoyés à l'Arsenal royal en 1784 par le vice-roi du Brésil, Luís de Vasconcelos e Sousa, afin de tester les qualités et les propriétés des essences exotiques.
L'exemplaire personnel du prince, qui compte 1 095 échantillons, est conservé jusqu'en 1940 au Palácio das Necessidades, il est ensuite déposé au Museu Nacional de Arte Antiga de Lisbonne où il fait partie, depuis 2018, de l'exposition permanente de meubles. Le cabinet de l'université de Coimbra, vidé de ses 1 225 échantillons de bois à une époque indéterminée postérieure à 1872, est utilisé au XXIe siècle pour entreposer des coupes histologiques. Aucune trace de celui du palais royal d'Ajuda n'a été retrouvée à ce jour (2021).
La quatrième collection est offerte par le prince à l'Aula de História Natural (devenu Aula Maynense en 1849), un établissement d'enseignement supérieur en sciences naturelles fondé en 1792 par le père José Mayne (en), qui avait constitué un cabinet de curiosités naturelles au Couvent Notre-Dame de Jésus,. En 1808, Étienne Geoffroy Saint-Hilaire, envoyé en mission au Portugal par Napoléon pour en rapporter des spécimens d'histoire naturelle en provenance du Brésil, admire la xylothèque du monastère, mais renonce à l'emporter car cette collection de bois qui ne porte que les noms commerciaux des essences est alors inexploitable scientifiquement en raison de l'absence de matériel d'herbier complémentaire. Lors de la sécularisation du monastère en 1834, les collections de Mayne, y compris la xylothèque, sont confiées à l'Académie des sciences de Lisbonne, à laquelle il en avait fait don et qui en assure toujours la gestion dans le Museu Maynense da Academia das Ciências de Lisboa (pt).
La xylothèque de l'Académie a fait l'objet d'une étude approfondie visant à en donner une description détaillée, à définir le contexte historique de sa création et à déterminer sa valeur scientifique,. Le meuble à deux portes a une hauteur de 71 cm et une largeur de 59 cm, sa profondeur est de 50 cm. Le poinçon « IAR » permet d'identifier l'artisan Iosephus Aniceto Rapozo, comme l'imposait la loi portugaise. La collection se compose de 1 225 échantillons de bois (de 100 × 56 × 5 mm) provenant en majeure partie du Brésil, seuls 12 échantillons proviennent du Portugal continental, de Madère, du Cap-Vert, de São Tomé, de l'Angola et de l'Inde, dont ils illustrent les bois les plus précieux. Chaque échantillon est pourvu d'une étiquette indiquant le nom commercial de l'essence et son numéro dans le catalogue compilé par Rapozo, déposé dans le tiroir inférieur. Dans le catalogue sont données la capitainerie d'origine et les utilisations de chaque essence. Comme il n'est pas toujours possible de prélever sur les échantillons une section histologique permettant l'examen au microscope, l'identification des espèces, désignées par leur seul nom vernaculaire ou commercial – parfois inconnu au XXIe siècle –, est difficile. Les quelque 40 % des échantillons qui ont reçu une identification provisoire en 2014 témoignent que certaines essences, en nette raréfaction, voire en danger d'extinction, au XXIe siècle, étaient très prisées deux siècles auparavant.

#### Xylothèques japonaises

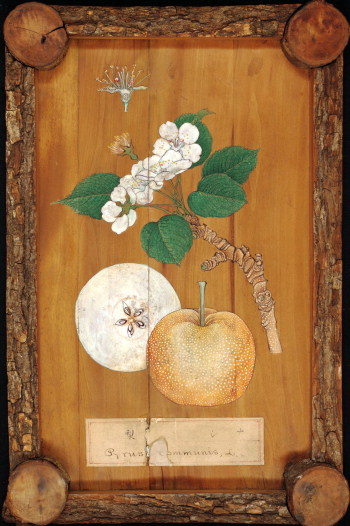
Poirier (Pyrus communis), xylothèque japonaise de Chikusai Kato (1878).

##### Époque d'Edo (1826)
La collection de l'époque d'Edo, conservée à l'Herbier national des Pays-Bas à Leyde, se compose de 45 fines planchettes de bois d'espèces indigènes de l'île d'Hokkaido (d'environ 7 cm × 14 cm × 0,65 cm), sur une face desquelles est peint le feuillage de l'espèce, avec son nom vernaculaire en japonais, et parfois en latin. Offerte en cadeau à Philipp Franz von Siebold, lors de son séjour à Edo en 1826, par le géographe et explorateur japonais Mogami Tokunai, elle est cédée par Siebold à Carl Ludwig Blume, premier directeur du Rijksherbarium de Leyde, à son retour du Japon en 1830,.

##### Ère Meiji (1878)
La xylothèque japonaise du début de l'ère Meiji (1878) se compose de 220 panneaux de bois (34 cm × 23 cm × 3 cm) appartenant à 150 espèces différentes, la plupart indigènes au Japon, sur lesquels sont peints les détails botaniques de l'espèce ; l'encadrement est constitué d'écorce, avec aux quatre angles des sections transversales de branches,. Cinq sets de ces panneaux, tous réalisés au même moment, par une équipe d'artistes sous la direction de Chikusai Kato, illustrateur aux jardins botaniques de Koishikawa, pour l'université impériale de Tokyo, sont conservés : aux jardins botaniques de Koishikawa à Tokyo au Japon, au jardin botanique et musée botanique de Berlin-Dahlem en Allemagne (152 panneaux),, aux jardins botaniques royaux de Kew (25 panneaux) et dans la collection privée de George Loudon en Grande-Bretagne, et à l'université Harvard aux États-Unis,.

#### Galerie Marianne North à Kew

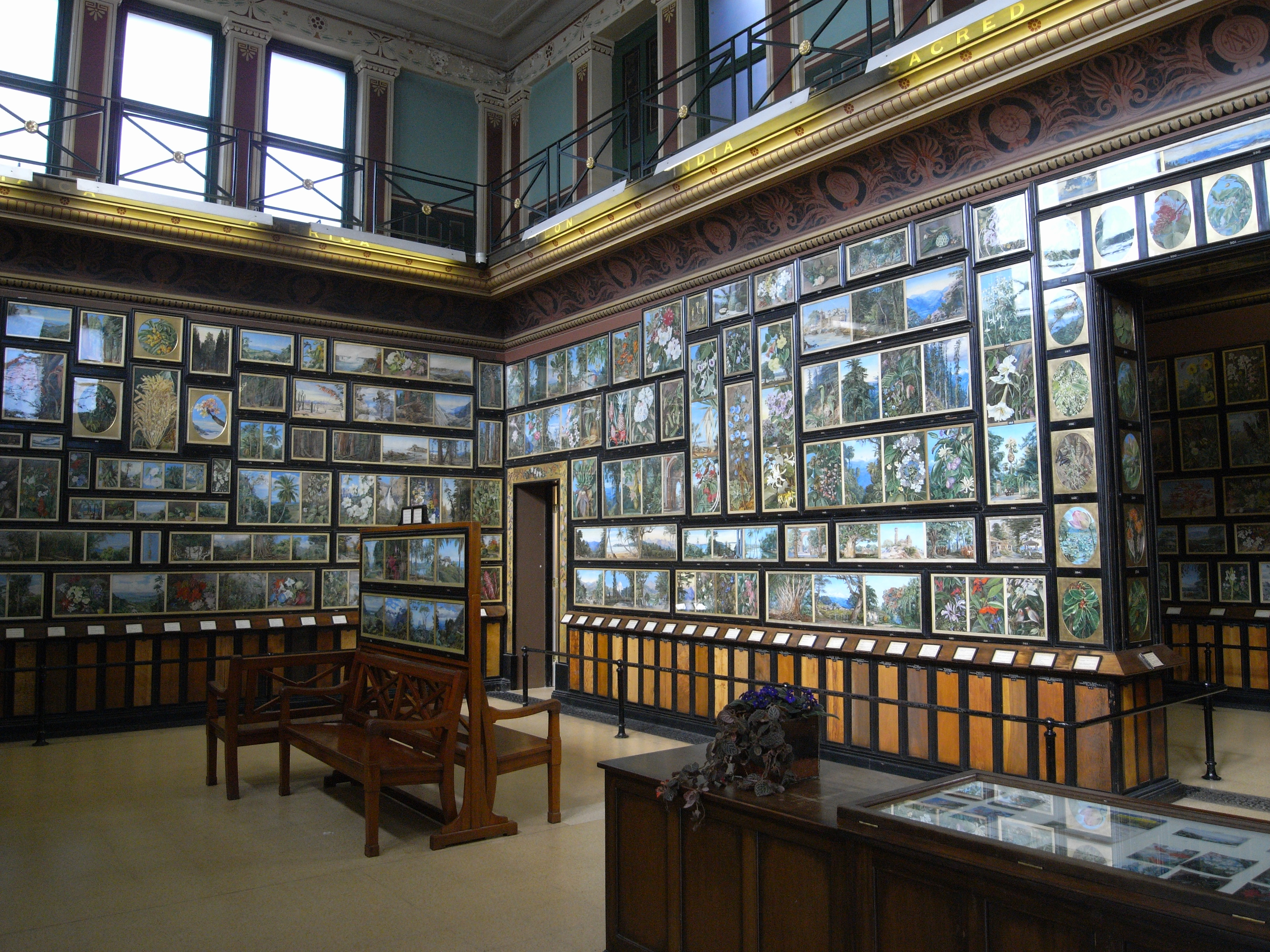
Galerie Marianne North, Jardins botaniques royaux de Kew.

Le lambris de la galerie Marianne North aux jardins botaniques royaux de Kew est constitué d'une collection de 246 espèces de bois récoltées par l'artiste lors de ses voyages dans tous les continents entre 1871 et 1885,. Les échantillons se présentent sous la forme de planchettes de 16 cm de large et 57 cm de haut ; les noms vernaculaires en anglais, les noms scientifiques et la région d'origine sont indiqués sur la plupart des bois ; seuls quelques échantillons ne portent aucun nom bien que toutes les espèces aient été identifiées depuis la restauration de la galerie en 2009.

#### CadresBois indigènesetBois exotiquesdu muséum d'histoire naturelle d'Aix-en-Provence
En 1904, deux cadres ouvragés, contenant l'un 60 espèces de bois indigènes, l'autre 60 espèces de bois exotiques, en provenance d'une exposition universelle, sont offerts au muséum d'histoire naturelle d'Aix-en-Provence, où ils sont encore régulièrement exhibés lors d'expositions.

#### Collection de cannes de Rudolph Block
La collection de 1 400 cannes de bois rassemblée entre 1925 et 1928 par le journaliste américain Rudolph Edgar Block compte 950 espèces en provenance du monde entier, appartenant à 550 genres différents, identifiées avec l'aide de Samuel J. Record. Cette collection, soigneusement disposée dans 14 vitrines contenant chacune 100 cannes, fait l'objet de deux expositions : au National Museum of Natural History à Washington durant 3 ans à partir de 1928, et en 1931 au jardin botanique de New York. Après la mort de Rudolph Block, sa veuve et ses enfants font don de sa collection à la Yale School of Forestry (en) où Samuel J. Record était professeur.

## Collections scientifiques institutionnelles

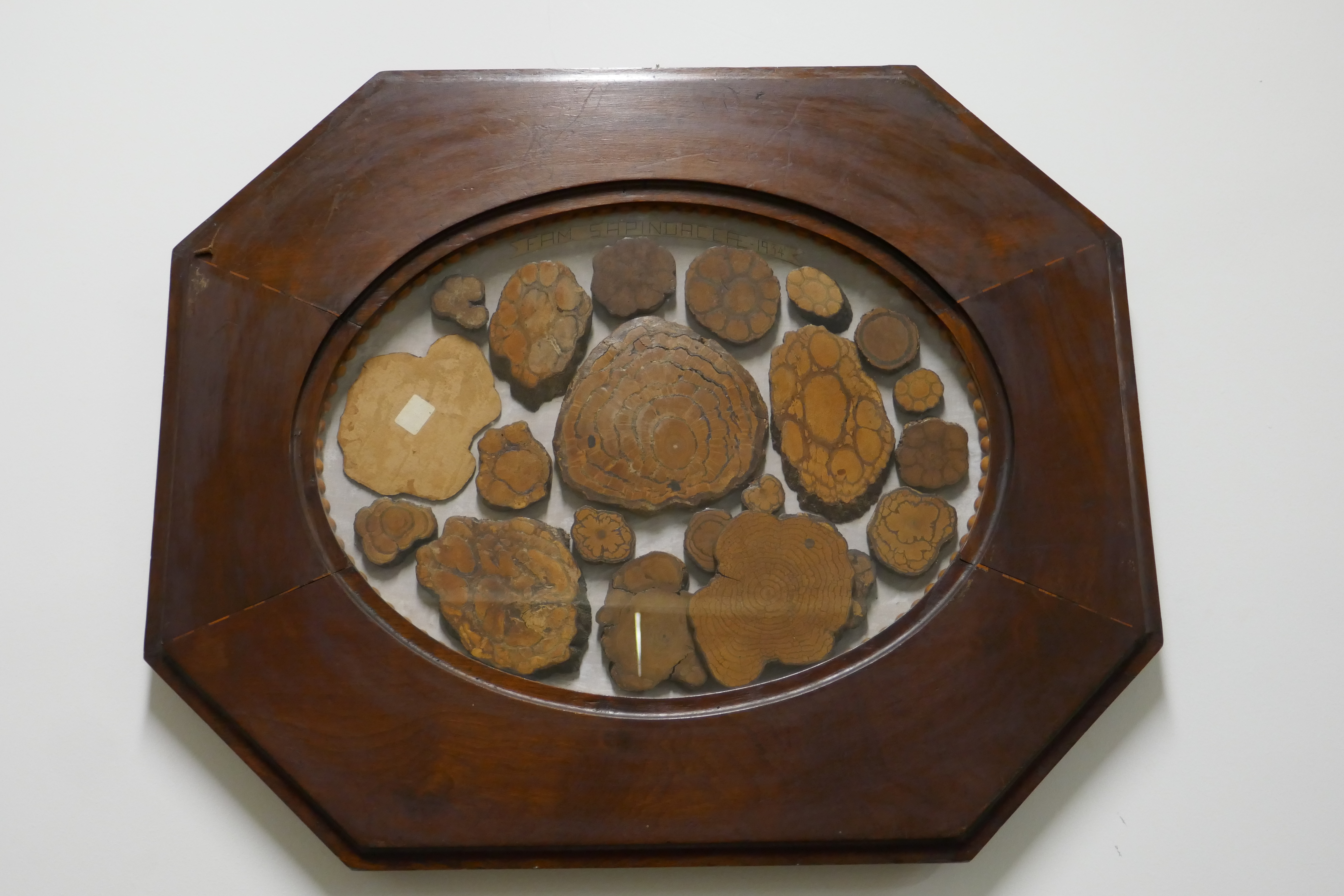
Lianes en coupes transversales à l'herbier du jardin botanique de Rio de Janeiro.

Les collections institutionnelles sont gérées par des organismes gouvernementaux, entre autres des musées, des jardins botaniques, des universités et autres établissements d'enseignement ou de recherche. Leur finalité va de l'exposition didactique à la recherche en botanique, en passant par l'expertise. Elles se constituent et s'accroissent grâce à des programmes de récolte, par don et par échange de spécimens. De nombreux échantillons de bois exotiques sont récoltés par les explorateurs des empires coloniaux pour être envoyés en Europe ; d'autres proviennent des grandes expositions internationales organisées tant aux États-Unis qu'en Europe,.

### Premières xylothèques institutionnelles
Les premières grandes collections scientifiques remontent au milieu du XIXe siècle – celle de Kew, créée en 1847, étant une des plus anciennes après celle de Saint-Pétersbourg dont l'origine remonte à 1823 – mais elles se sont surtout multipliées au milieu du XXe siècle. D'autres collections plus modestes ont néanmoins parfois une origine plus ancienne ou présentent un intérêt particulier. Jusque-là principalement destinées à documenter les bois commerciaux, et constituées de blocs du format d'un livre (environ 12 cm × 8 cm × 4 cm), généralement dépourvus d'écorce, ces collections ne répondent plus à toutes les exigences de la recherche au XXIe siècle.

#### Musée de botanique de Florence
Le catalogue des collections du grand-duc de Toscane établi en 1793 (Museum's Old Collections, « anciennes collections du musée d'histoire naturelle ») mentionne déjà des échantillons de bois (troncs et sections transversales) d'espèces exotiques en provenance d'Égypte, Guyana, Madagascar et Océanie ; entre 1842 et 1877, sous la direction de Parlatore, la xylothèque du musée de botanique de Florence s'enrichit de ses récoltes d'Italie et d'Amérique, ainsi que de bois africains achetés à Londres et d'échantillons de divers récolteurs en provenance d'Amérique du Sud et d'Asie. Ces collections se présentent sous différentes formes : sections longitudinales de troncs, polies et assemblées par des charnières, ou blocs de bois de la forme d'un livre.

#### Houtkabinetdu musée colonial de Haarlem

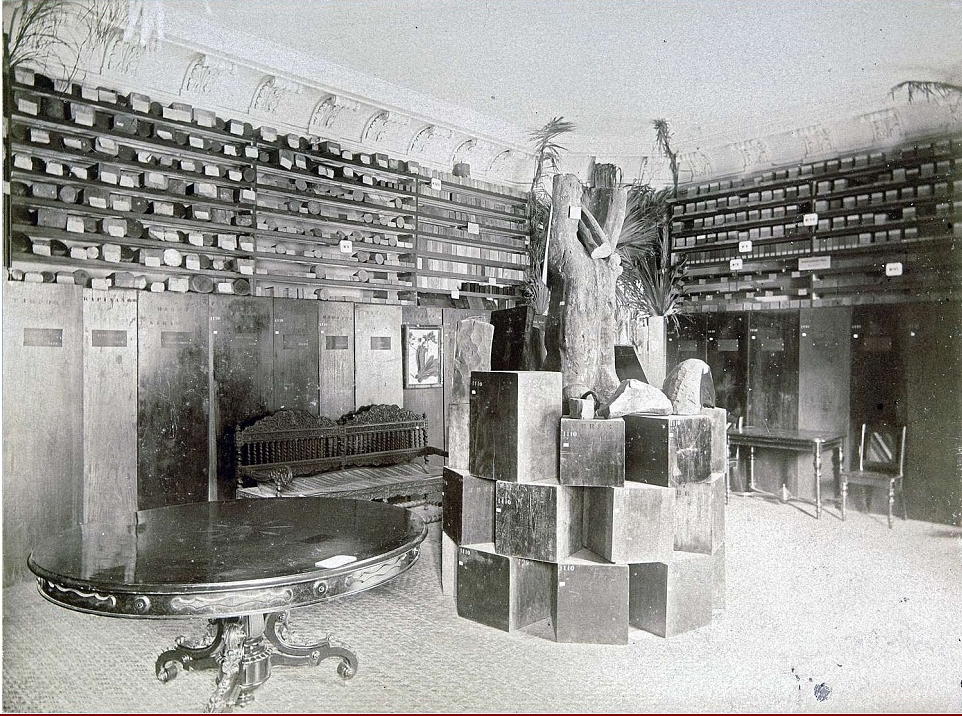
Houtkabinet du musée colonial de Haarlem (1871-1926).

Frederik Willem van Eeden, premier directeur du musée colonial de Haarlem fondé en 1864, rassemble une collection d'objets exotiques et de produits des Indes orientales néerlandaises, parmi lesquels des échantillons de bois – houtkabinet ou cabinet du bois –, dans un but tant scientifique que didactique. En 1911, son successeur, Maurits Greshoff (nl), a l'idée de faire graver, notamment par Jan Bronner (nl), en bas-relief sur des planches ou sur des blocs, une image précise de l'essence, sous la forme d'une branche avec des feuilles, des fleurs, des fruits et des graines. Une autre série d'échantillons sont gravés en haut-relief dans un carré en haut des planches longues de 180 cm et larges de 41 à 56 cm. En 1926, le musée colonial déménage à Amsterdam où il fusionne avec l'Institut colonial. La xylothèque est transférée en 2006 à l'herbier national des Pays-Bas à Leyde, qui fait désormais partie du Centre de biodiversité Naturalis, et ne restent à l'Institut royal des Tropiques d'Amsterdam que des doubles de l'ancien houtkabinet qui servent de décor à une salle de réunion.

#### École forestière de Nancy
Durant la seconde moitié du XIXe siècle, l'École forestière de Nancy crée une collection d'échantillons de bois étiquetés « École Impériale Forestière », auxquels s'ajoutent progressivement les spécimens de bois présentés par les services forestiers des pays participants aux expositions universelles organisées à Paris (1867, 1878, 1889 et 1900). Ces collections sont exposées, avec d'autres collections d'histoire naturelle rassemblées par Lucien Daubrée, directeur général des Forêts, dans un bâtiment spécialement construit à cet effet en 1896, la « Galerie Daubrée ». Vers 1970, cette galerie est abandonnée et les collections dispersées ; la xylothèque de Nancy connaît cependant un regain d'intérêt au XXIe siècle et est reconstituée en 2009.

### Xylothèques contemporaines

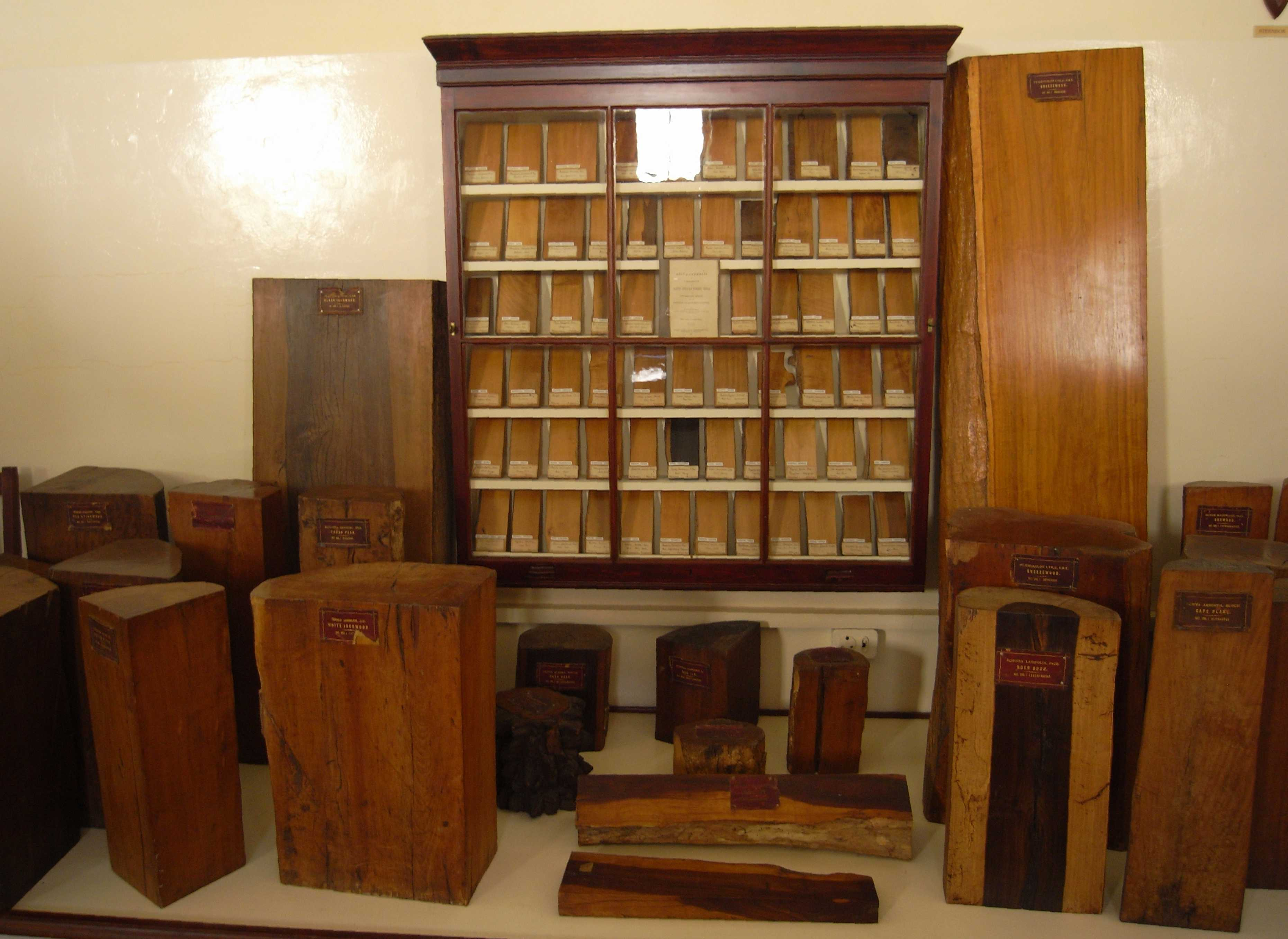
Collection de bois du muséum Albany à Grahamstown (Afrique du Sud).

Les collections de référence modernes sont constituées d'échantillons (disques, blocs ou planchettes) de bois, accompagnés de matériel annexe (trois coupes fines perpendiculaires, petits cubes permettant d'observer les trois plans de coupe, préparations microscopiques, photos...) et d'un échantillon d'herbier. Pour des raisons historiques, ce dernier est parfois conservé séparément de l'échantillon de bois : ainsi le croisement des bases de données de deux collections belges, la xylothèque du musée royal de l'Afrique centrale et l'herbier du Jardin botanique de Meise, a permis d'établir un lien entre 6 621 échantillons de bois et 9 641 enregistrements d'herbier concernant 6 953 spécimens.
La récolte des spécimens pour une xylothèque doit tenir compte des divers impératifs qui conditionnent les études qui pourront être faites sur les échantillons. Des études dendrochronologiques, par exemple, nécessitent de disposer d'un disque prélevé à la base du tronc, après abattage de l'arbre. Pour des références taxonomiques, les échantillons doivent être aussi complets que possible (bois, écorce, rameaux, feuilles, fleurs, fruits). La technique la plus simple et la plus sûre est de prélever les échantillons de bois et le matériel complémentaire sur un arbre abattu. Les coupes d'exploitation forestière et les mises à blanc pour des travaux d'infrastructures constituent des opportunités intéressantes, en particulier dans les régions tropicales ; en dehors de tels chantiers, pour éviter de sacrifier un exemplaire d'une espèce inconnue, une rondelle peut être prélevée dans une branche.
Tous les échantillons doivent être dûment étiquetés, avec au minimum le lieu de récolte et l'identification de l'espèce. Traditionnellement, les informations relatives aux échantillons sont conservées dans un fichier carton. Le développement des technologies de l'information et de la communication a permis la création de bases de données informatisées, la numérisation des collections physiques et la mise en ligne de collections virtuelles dès le début des années 2000,,,. Grâce aux progrès de l'intelligence artificielle, des clefs interactives de détermination des espèces d'arbres, basées sur les échantillons conservés dans des xylothèques, ont été construites, débouchant sur des techniques d'identification semi-automatiques ou automatiques.
Le premier guide des xylothèques institutionnelles est publié en 1957 par William Louis Stern, à l'époque curateur des collections dendrologiques de l'université Yale. Il liste 66 collections de bois réparties dans le monde. Dix ans plus tard, à l'image de l’Index herbariorum qui répertorie les grands herbiers au niveau mondial, la première édition de l’Index xylariorum
, voit le jour : Stern y recense 134 xylothèques conservant au total plus d'un million d'échantillons de bois, auxquels s'ajoutent des préparations microscopiques et/ou des spécimens d'herbier. Chacune d'entre elles s'est vu attribuer une abréviation standardisée ou sigle (semblable, le cas échéant, à celui de l'herbier associé) se terminant par « w » (pour wood, mot anglais qui signifie « bois »). La quatrième édition, Index xylariorum 4 (2010), est publiée en ligne par les jardins botaniques royaux de Kew. En mars 2016, une mise à jour de cette édition est publiée en ligne par l'International Association of Wood Anatomists (en) (IAWA) : 158 collections institutionnelles y sont répertoriées.
Depuis fin 2018, la collection la plus importante au monde est celle de la xylothèque de Bogor en Indonésie, qui comptait à ce moment 185 647 spécimens appartenant à 785 genres. Viennent ensuite, avec chacune plus de 100 000 échantillons, la xylothèque de l'Herbier national des Pays-Bas à Leyde, où sont rassemblées toutes les collections institutionnelles des Pays-Bas, à l'exception de celle de l'institut d'archéologie de Groningue, et celle du Laboratoire des produits forestiers du Service des forêts des États-Unis à Madison (Wisconsin), qui inclut la collection du Chicago Field Museum of Natural History et héberge la collection de Samuel James Record de la Yale School of Forestry (en),, puis les collections de l'université fédérale du Pernambouc à Recife au Brésil (84 600 échantillons ) et du musée royal de l'Afrique centrale à Tervuren, Belgique (83 000 échantillons),.
| Pays, localité                    | Institution                                                                                    | Sigle(s)                          | Année de création | Nombre d'échantillons | Nombre de genres | Spécialisation géographique                                                                                 |
| --------------------------------- | ---------------------------------------------------------------------------------------------- | --------------------------------- | ----------------- | --------------------- | ---------------- | --- |
| Indonésie, Bogor                  | Xylarium Bogoriense                                                                            | BZFw                              | 1914              | 185 647               | plus de 785      | Indonésie                                                                                                   |
| Pays-Bas, Leyde                   | Herbier national des Pays-Bas                                                                  | Dw, Lw, RTIw, Uw, WAGw, WLw, WIBw | 1955              | 125 000               | plus de 2 000    | monde entier, mais surtout région malaisienne, Amérique du Sud tropicale et Afrique                         |
| États-Unis, Madison               | Service des forêts, Laboratoire des produits forestiers                                        | MADw SJRw                         | 1970              | 105 000               | 3 500            | monde entier, surtout Amérique                                                                              |
| Brésil, Recife                    | Université fédérale du Pernambouc, collection de bois Sergio Tavares                           | SUDENEw TIPw                      | 1960              | 84 600                |                  | Brésil |
| Belgique, Tervuren                | Musée royal de l'Afrique centrale                                                              | Tw                                | 1898              | 83 000                | 3 616            | 13 000 essences du monde entier, surtout Afrique centrale,                                                  |
| Australie, Canberra               | CSIRO, Dadswell Memorial Wood Collection                                                       | FPAw                              | 1926              | 47 720                | 2 237            | Malaisie et zone sud-ouest du Pacifique, en particulier Australie et Nouvelle-Guinée                        |
| États-Unis, Washington            | Smithsonian Institution, National Museum of Natural History, Department of Botany              | USw                               | 1915              | 42 500                | 3 033            | monde entier, surtout Amérique tropicale                                                                    |
| Grande-Bretagne, Kew              | Jardins botaniques royaux de Kew, Laboratoire Jodrell                                          | K-Jw                              | 1876              | 40 000                | 2 250            | monde entier, mais surtout région malaisienne et Amérique du Sud tropicale                                  |
| États-Unis, Syracuse              | Université d'État de New York, Harry Philip Brown Memorial Wood Collection                     | BWCw                              | 1925              | 40 000                | 2 100            | principalement néotropique, mais aussi Amérique du Nord et centrale ; Asie et Afrique tropicale et tempérée |
| Allemagne, Hambourg               | Johann Heinrich von Thünen-Institut (de) (Centre fédéral de recherches forestières et du bois) | (RBHw)                            | 2008 (1940)       | 35 000                | (2 400)          | monde entier (régions tropicales)                                                                           |
| France, Montpellier               | CIRAD, UR BioWooEB (Biomasse, bois, énergie, bioproduits)                                      | CTFw                              | 1937              | 34 395                | 2 160            | Monde entier, majoritairement régions tropicales (Afrique de l'Ouest, Madagascar, Amérique du Sud, Guyane)  |
| Grande-Bretagne, Kew              | Jardins botaniques royaux de Kew, economic botany collection                                   | Kw                                | 1847              | 34 314                | 3 205            | monde entier                                                                                                |
| États-Unis, Raleigh               | Université de Caroline du Nord, Collection de bois David A. Kribs                              | PACw                              | 1925              | 32 000                | 2 500            | monde entier, surtout États-Unis                                                                            |
| États-Unis, Cambridge             | Herbier de l'université Harvard, Laboratoire d'anatomie et morphologie végétale Bailey-Wetmore | Aw                                | 1938              | 31 000                |                  | monde, surtout régions tropicales d'Asie, Australasie, et Amérique                                          |
| Grande-Bretagne, Garston, Wadford | Centre for Timber Technology and Construction                                                  | FPRLw                             | 1926              | 30 000                | 2 500            | monde entier, surtout Afrique tropicale et Asie du Sud-Est                                                  |
| Australie, Sidney                 | National Herbarium of New South Wales (en)                                                     | cf. SFCw                          | 1881              | 30 000                |                  | Australie, Papouasie-Nouvelle-Guinée, spécialement Acacia et Eucalyptus                                     |
| Japon, Tsukuba                    | Forestry and Forest Products Research Institute                                                | TWTw                              | 1928              | 25 000                | 1 800            | Asie orientale et du Sud-Est                                                                                |
| Grande-Bretagne, Oxford           | Oxford Forestry Institute (en)                                                                 | FHOw                              | 1924              | 24 381                | 2 719            | Commonwealth                                                                                                |

## Autres collections

### Xylothèques privées

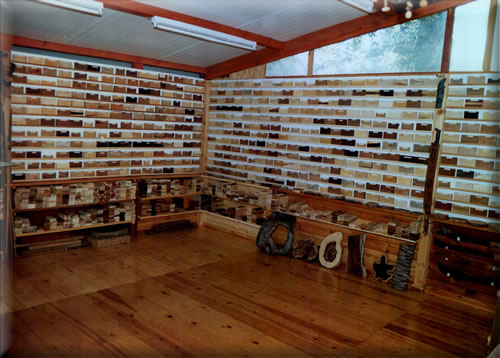
Intérieur de la xylothèque Manuel Soler à Dénia (Espagne), en 1999.

À côté des xylothèques institutionnelles, il existe aussi des xylothèques privées, non répertoriées dans l’Index xylariorum, comme la xylothèque Manuel Soler à Dénia dans la province d'Alicante en Espagne, dont la collection – la plus grande d'Espagne –, entamée en 1993, compte quelque 4 260 échantillons en 2020. L'avenir de cette collection est compromis depuis la mort de son créateur en 2021. Un documentaire sorti en 2023, intitulé Une mer de bois (Un mar de maderas), décrit la collection et retrace son histoire et celle de son créateur.
Collectionneurs privés et institutionnels se rassemblent, au niveau mondial, au sein de l'International Wood Collectors Society, ou dans des associations à l'échelle d'un pays, comme l'Association néerlandaise des collectionneurs de bois.

### Xylothèque de Delft
En 2006, les éditions Althaea Pers publient une série de fascicules qui accompagnent une collection unique de 50 volumes d'une bibliothèque de bois moderne, De Delftse Xylotheek, fabriquée à l'image de la Holzbibliothek du XIXe siècle par l'artisan néerlandais Ben Lemmers. Depuis 2012, cette collection est déposée en prêt à long terme au château de Groeneveld (nl) à Baarn, qui abrite également une série de 148 volumes de la Deutsche Holzbibliothek de von Schlümbach,.

### Coffrets d'échantillons du Bureau national de documentation sur le bois
Dans les années 1980-1990, le Bureau national de documentation sur le bois produit une série de coffrets d'échantillons de bois (12,2 cm × 7,2 cm × 0,9 cm – résineux, feuillus et panneaux) présentés dans un attaché-case en pin.

### Musées du bois

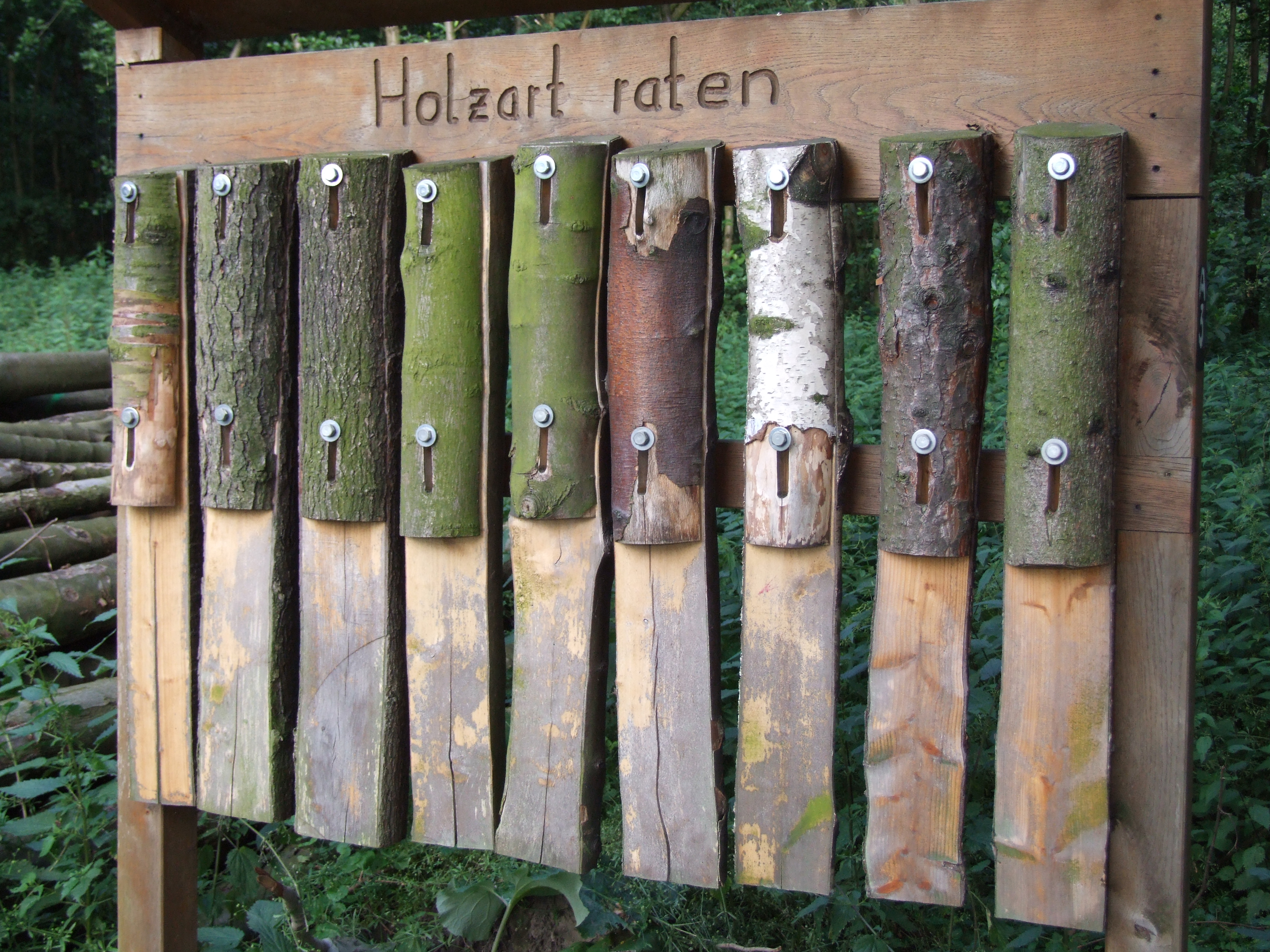
Échantillons de bois le long d'un sentier didactique près de Düsseldorf.

Plusieurs musées du bois ou musées de la forêt comportent une xylothèque accessible au public. C'est notamment le cas, en France, du musée du Bois et de la Marqueterie à Revel (Haute-Garonne), où sont exposées plusieurs centaines d'essences de bois.
En Autriche, à Vienne, à côté d'une collection de quelque 1 500 essences de bois, le musée de la recherche forestière conserve des échantillons originaux sur lesquels Gabriel Janka (1864-1932) a mis au point son test de dureté du bois,.
En Inde, le musée forestier de l'Institut de la recherche forestière (en) de Dehradun expose 136 espèces des bois commerciaux les plus connus et les plus importants.
Aux États-Unis, le Smith College présente, depuis 2008, une exposition permanente Woods of the World (« Bois du Monde ») où 178 essences sont montrées.
Le muséum d'histoire naturelle de Nantes, en France, expose, sous l'escalier et en lambris le long de la volée, une partie de la collection de quelque 8 000 espèces, doubles de la collection du Muséum national d'histoire naturelle, exposée à Paris dans les années 1840 par Louis Alexis Leferme et acquise en 1872, par l'intermédiaire du conservateur Édouard Dufour et d'Édouard Bureau. La présentation dans l'escalier, mise en place en 1903 par Louis Bureau, est remaniée en 2011, à l'occasion de l'année internationale des forêts, notamment pour organiser les différentes familles d'angiospermes dicotylédones selon la classification phylogénétique (APG III de 2009). Cette collection, qui contient plusieurs espèces en danger d'extinction, révèle l'engouement des pays européens au XIXe siècle pour les essences de bois précieux utilisées en ébénisterie.
En Espagne, le musée du Design de Barcelone propose, depuis 2018, une xylothèque de 138 échantillons de bois européens et exotiques, en libre consultation au centre de documentation. La xylothèque Imanol Artola à Zegama, dans la province du Guipuscoa au Pays basque, présente une collection de 1 300 échantillons de bois et de 177 troncs.
En 2019, le Jardin botanique de Meise, en Belgique, inaugure un musée du bois, le Labo du Bois, axé sur la production et les propriétés du bois et le rôle que ce matériau durable et d'avenir peut jouer dans la régulation du climat,. Y sont exposés des exemplaires provenant des collections de l'ancien musée forestier de Bruxelles créé en 1902 au Jardin botanique de l'État. Entreposée dans des caves depuis le transfert de l'institution à Meise en 1973, cette collection, qui comporte notamment des spécimens de Carl von Martius et du musée des Colonies de Paris,, est en cours de restauration depuis 2015. Quelques exemplaires sont remis en valeur dans le nouveau musée.

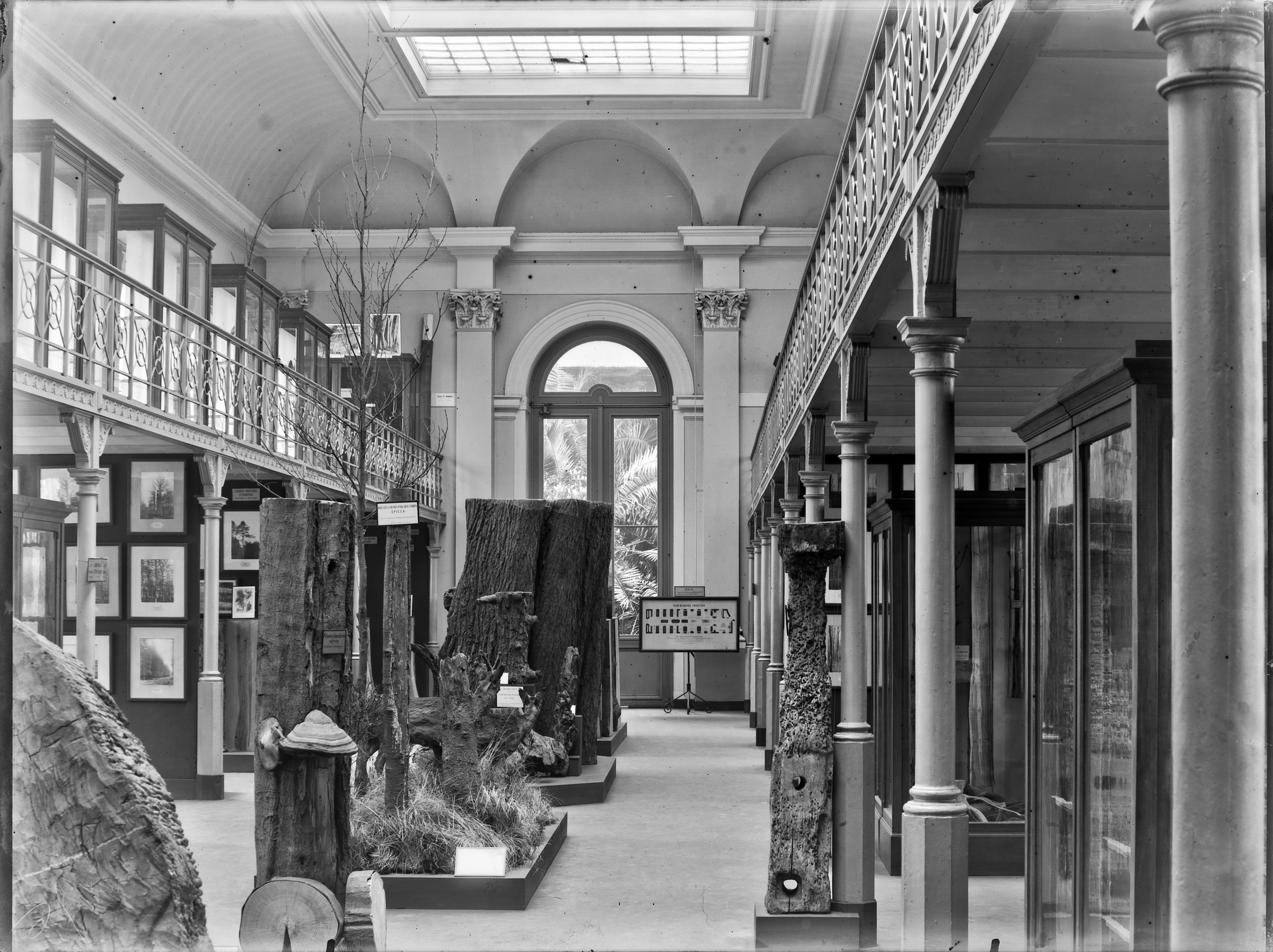
Le Musée forestier du Jardin botanique de l'État à Bruxelles au début du XXe siècle.
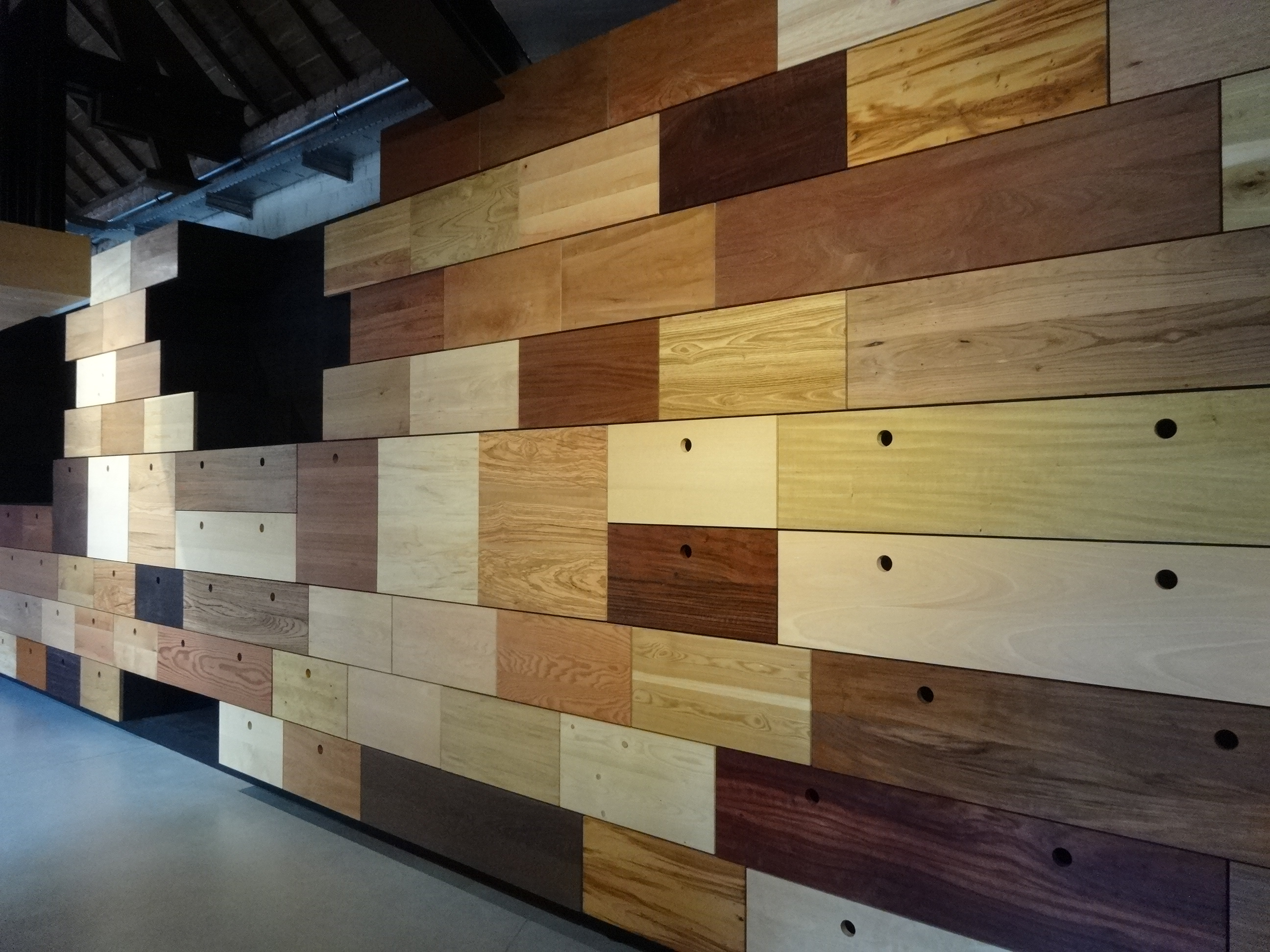
Wonder Wood Wall au Labo du Bois, Jardin botanique de Meise.
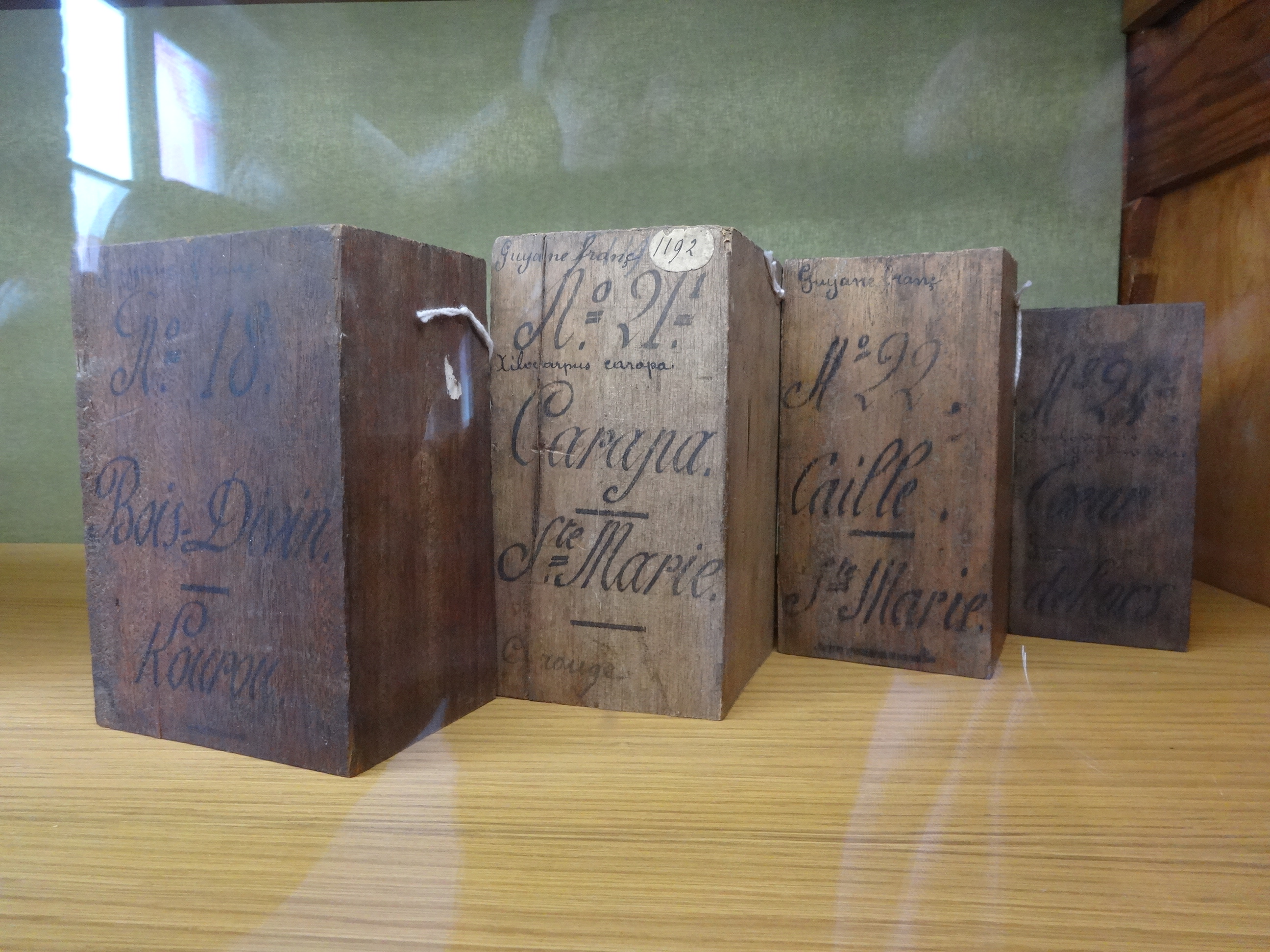
Échantillons des anciennes collections présentés au Labo du Bois, Jardin botanique de Meise.

## Collections publiées
Des collections de bois ont également été publiées sous forme de livres imprimés incluant des échantillons de bois en fines lamelles :

(liste non exhaustive, par ordre chronologique)
- (de) Johann Adolph Hildt, Sammlung in- und ausländischer Holzarten, zur technologischen Kenntniß, Charakteristik und Waarenkunde aller Kunst-Farb-und Apothekerhölzer, Gotha, Weimar, 1797-1799[163].
- (de) Hermann Nördlinger, Querschnitte von hundert Holzarten, Stuttgart, Cotta, 1852-1888, 11 volumes, sous forme de boîtes contenant chacune un fascicule de texte et 100 sections de bois montées sur des feuillets non reliés[164],[165].
- Herman von Nördlinger, Collection de 60 sections transversales de bois des essences forestières les plus importantes à lʼusage des élèves de lʼécole impériale forestière de Nancy, destinée à accompagner la description des bois des essences forestières les plus importantes par M. Auguste Mathieu, Grimblot et veuve Raybois, Nancy, 1855.
- (de) Herman von Nördlinger, Fünfzig Querschnitte der in Deutschland wachsenden hauptsächlichsten Bau-, Werk- und Brennhölzer – für Forstleute, Techniker und Holzarbeiter, Cotta, Stuttgart, Augsburg, 1858, 1884.
- Hermann von Nördlinger, 50 sections de bois, avec un texte de Shapranov en russe, St. Petersburg, 1868.
- Hermann Nördlinger, Les bois employés dans l'industrie : Descriptions accompagnées de cent sections en lames minces des principales essences forestières de la France et de l'Algérie, Paris, J. Rothschild, 1872.
- Hermann Nördlinger, Collection de 60 sections transversales de bois des essences forestières les plus importantes à l'usage des élèves de l'École forestière de Nancy, Nancy, N. Grosjean, 1880.
- (en) Sections of fifty Indian woods with a descriptive list. For use of students at the Dehra Dun Forest School, Dehra Dun, 1882.
- (de) W.O. Burkart et F.M. Podany, Burkart's Sammlung der wichtigsten europäischen Nutzhölzer in characteristischen Schnitten, Brünn, Burkart, 30 mai 1880, 25 p., 40 planches.
- (en) Romeyn Beck Hough, The American Woods, exhibited by actual specimens, 14 vols., New York, Lowville, 1893-1904[166].
- André Thil, Sections transversales de 100 espèces de bois indigènes, Paris, J. Tempère, 1895, 38 p., 5 pl.
- André Thil, Description des sections transversales de 120 espèces de bois indigènes et exotiques, Paris et Grez-sur-Loing, L. Laveur et J. Tempéré, 1904, 49 p., 6 pl.[167]
- Georg Heider, [sans titre], Fürth i. B[ayern], Firma Georg Heider, [sans date, vers 1900] – Collection de 12 planches numérotées avec au total 120 échantillons de bois (23 x 58 mm).
- Jean Bigorgne, Album des bois de Madagascar, Tananarive, Gouvernement général de Madagascar et dépendances, Service des eaux, forêts et chasses, 1944, 26 ff. : échantillons de bois, planche en front (SUDOC 018230555).
- (de) Alfred Schwankl, Welches Holz ist das ? : Ein Bestimmungsbuch wichtiger Holzarten des In- und Auslandes, Stuttgart, Franckh'se Verlagshandlung W. Keller & Co, 1951, 2e éd., 146 p.
- (en) Alfred Schwankl, What wood is that? A guide to the identification of home-grown and imported timbers with 40 actual timber samples, New York, Studio Publications, 1956.
- (en + ja) Harumichi Kitao, Wood specimens, Tokyo, Meibundo Publishing, 1957, 126 p., 180 wood specimens, 115 leaf silhouettes, 24 microphotographs.
- (en) E.S. Harrar, Hough's Encyclopaedia of American woods, 15 vols., New York, Robert Speller & Sons, 1957-1971.
- (de) Paul Guggenbühl, Unsere einheimischen Nutzhölzer : die gebräuchlichen Holzarten Mittel- und Nordeuropas, Dietikon-Zürich, Stocker-Schmid, 1962, 406 p.
- (de) Paul Guggenbühl, Nos Bois, Lausanne, Delta & Spes, 1983, 324 p., incl. 26 échantillons de bois.

## Conservation et restauration
Tout comme les charpentes, planchers, meubles et autres objets en bois, notamment ceux conservés dans des musées, les échantillons conservés dans une xylothèque sont susceptibles d'être attaqués par de petits coléoptères, appelés vrillettes. Des traitements par des insecticides à effet rémanent sont parfois utilisés pour les éliminer. Le chlordécone, préconisé par l'Institut canadien de conservation (en) et encore autorisé dans certaines provinces canadiennes en 1982, est interdit aux États-Unis depuis 1976 et en France depuis 1990. Un traitement par le froid (congélation) est efficace pour détruire les larves. Une mesure préventive contre le développement des vrillettes est le maintien d'un taux d'humidité entre 40 et 60 %. Lorsqu'ils sont bien secs (moins de 20 % d'humidité), les échantillons sont peu sujets à des attaques biologiques et, à l'abri de l'ensoleillement direct, ils peuvent être conservés presque indéfiniment.
Avant d'être restaurée, la collection de Linck, traitée au DDT et au Hylotix 59, un produit à base de lindane, de 1960 à son interdiction en 1989, a été décontaminée pour éviter tout risque sanitaire pour le personnel du musée, comme pour les visiteurs. Les résidus du traitement, visibles sous forme de cristaux à la surface du bois, ont été éliminés par un nettoyage du meuble avec un solvant à base de terpène d'orange et du dioxyde de carbone liquide a été appliqué sur les échantillons beaucoup plus fragiles. Cette technique qui n'a causé aucun dommage à la collection a aussi éliminé partiellement les traces de biocides à l'intérieur du bois.
La collection de Sumatra a été régulièrement traitée au pétrole, avec pour conséquence la destruction du matériel végétal conservé à l'intérieur des volumes.
La collection von Schlümbach conservée au musée Martena (nl) en 2006 a été restaurée en 1998 et placée dans une vitrine ronde climatisée ; la collection exposée au château de Groeneveld (nl) à Baarn est, elle aussi, placée dans une armoire climatisée.

## Aspects culturels
La xylophilie est le fait de collectionner le bois ou de se passionner pour cette matière.
Xylotheque est un recueil d'essais publié par Yelizaveta P. Renfro en 2014.
Xylotheca est le nom scientifique d'un genre de plantes à fleurs de la famille des Achariaceae décrit par Hochstetter en 1843 – alors dans la famille des Bixaceae – et nommé en raison de son fruit ligneux.

### Xylothèques virtuelles en ligne

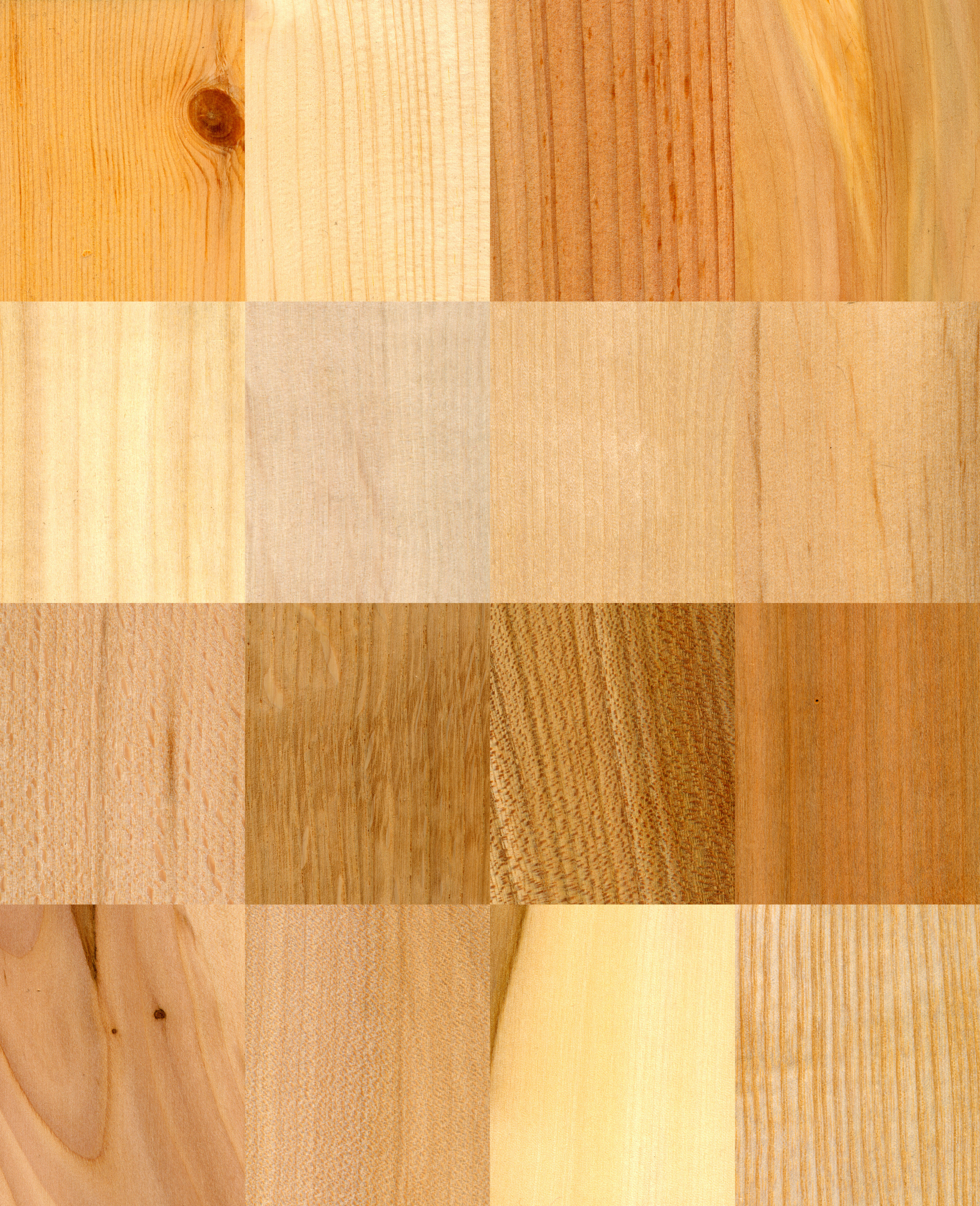
Montage photographique de 16 échantillons de bois.